# Storia dell'Islam
La storia dell'islam riguarda gli sviluppi economici inizialmente articolatasi nel contesto arabo del VII secolo d.C. nella Penisola araba.

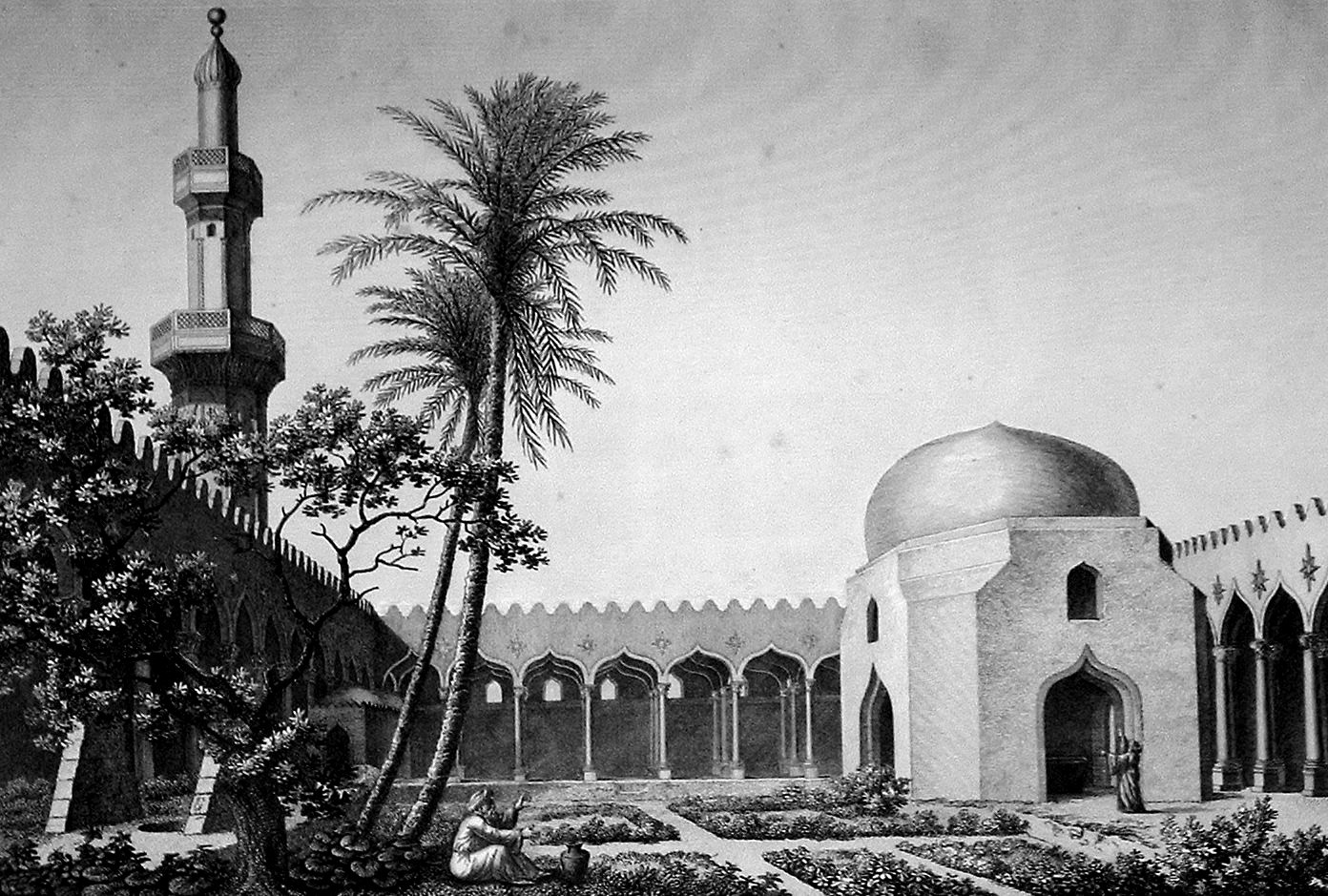
Una moschea islamica in un'immagine storica di Alessandria d'Egitto.

Dalla sua sede originaria, tale credo religioso si diffuse progressivamente nel Vicino e Medio Oriente. Ad ovest, si impose fin dal VII secolo nell'Africa settentrionale, coinvolgendo oltre alle regioni del Nordafrica le popolazioni stanziate ai bordi del Deserto del Sahara. Ad est furono progressivamente sconfitte, e con difficoltà convertite, le popolazioni suddite dei Persiani sasanidi e, ancora più a est, tra l'VIII e il IX secolo, le popolazioni iranizzate della Transoxiana. 
Le forze islamiche (essenzialmente afghane, ma al comando di ufficiali arabi), tra il X e il assoggettarono quote significative delle aree del settentrione indiano.
La spinta mercantile infine spinse l'islam negli arcipelaghi del sud-est asiatico, islamizzando parzialmente le popolazioni della cosiddetta Insulindia.
In Europa l'Islam penetrò nel momento della sua iniziale spinta espansiva, tra l'VIII e il IX secolo, insediandosi in vaste parti della Penisola iberica e in Sicilia (a lungo contesa ai Bizantini). 

Grazie a Mehmed II il Conquistatore e a Solimano il Magnifico, l'Impero ottomano cominciò ad annettere dal XV secolo vaste porzioni delle aree balcaniche slave, proseguendo nella sua formidabile spinta nei due secoli successivi, fino ad assorbire per qualche tempo la stessa Ungheria.
Vaste aree russe furono conquistate e convertite invece, non senza difficoltà, dalle forze mongole (ma anche turche e cumane operanti nella cosiddetta Orda d'Oro), già a partire dall'XI secolo. 

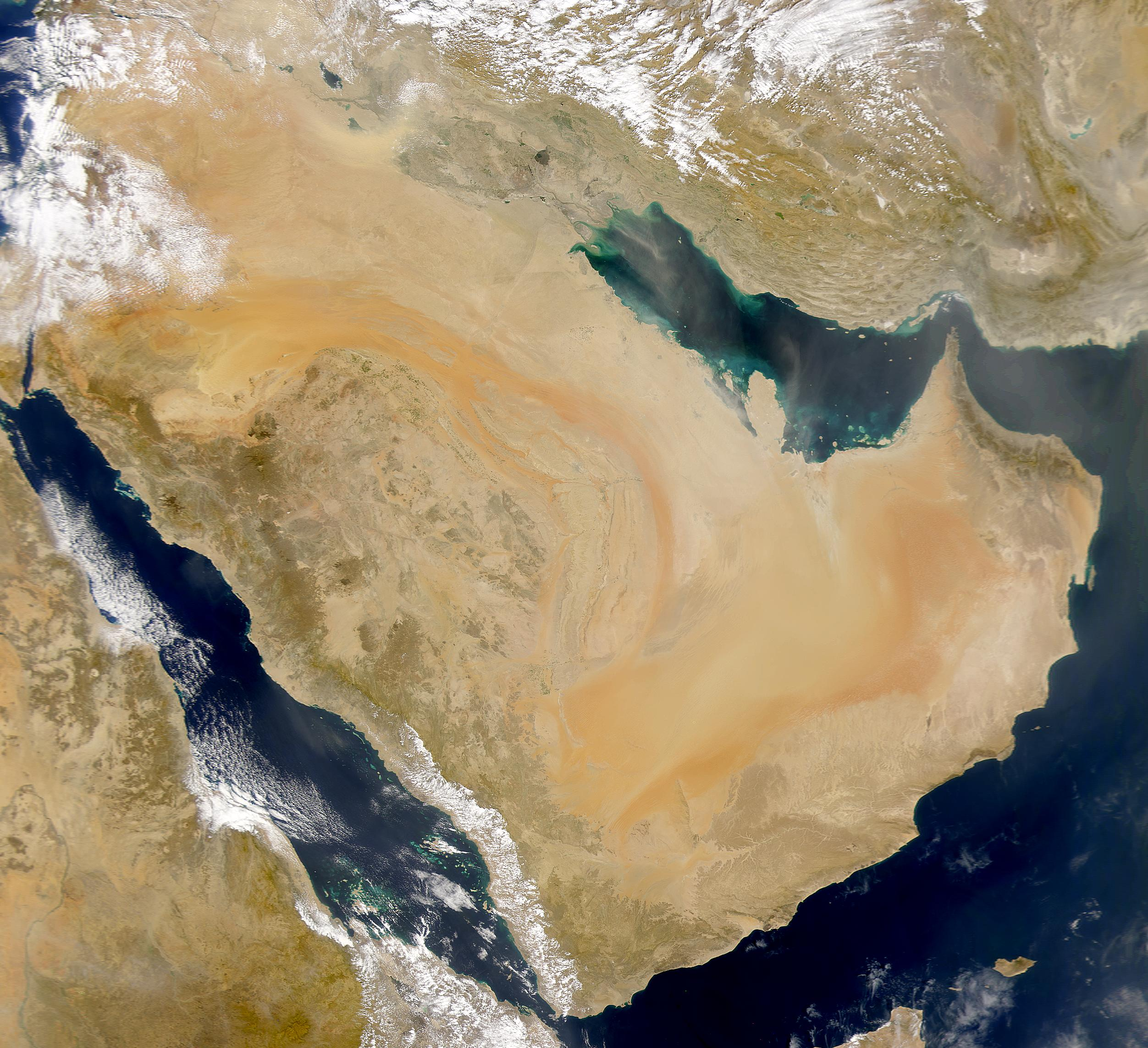
La Penisola Arabica in una veduta satellitare

La Penisola Arabica si estende su una superficie pari a 3 milioni di km2, e geograficamente si protende nell'Oceano Indiano, bagnata a ovest dal Mar Rosso, a sud dall'Oceano Indiano e ad est dal Golfo Persico. A nord si susseguono deserti aridi e stepposi che conducono alle terre della Mezzaluna Fertile.
Una delle più diffuse teorie sull'Arabia preislamica è la teoria Winckler-Caetani proposta da Hugo Winckler e Leone Caetani, che ipotizza un processo costante di disseccamento della Penisola, che nei secoli preislamici portò al declino della produzione agricola ma anche ad un aumento di popolazione, che poi si riversò nelle vicine terre della Mezzaluna fertile, dando vita alle civiltà cananee e mesopotamiche.
Il Sud - oggi occupato dallo Yemen e dall'Oman - è ricco d'acqua e dunque sufficientemente fertile. Il resto - in cui la parte principale è rappresentata dall'Arabia Saudita e dai piccoli Stati del Golfo - è invece prevalentemente desertico, con sporadiche oasi attorno alle quali sono sorte le città relativamente più significative. 
Anticamente, i principali mezzi di sostentamento dei popoli nomadi che vi abitavano erano la pastorizia e l'endemico abigeato, vista la spiccata animosità dei numerosi gruppi tribali, con il frequente rapimento di esseri umani (da vendere o meno nei vari mercati dell'Arabia e della cosiddetta Mezzaluna Fertile) e il saccheggio, conseguito col ricorso a un'azione bellica più o meno cruenta, chiamata ghazwa (in arabo ﻏﺰﻭة‎?).
Tre sono i grandi deserti arabi: il Nafūd (nel centro della Penisola), caratterizzato da vaste dune sabbiose; il Hammud (al confine con la Mezzaluna Fertile), più che altro costituito da terreno stepposo, e infine il deserto praticamente impenetrabile del sud-est. Le comunicazioni tra queste aree erano rese possibili grazie ai wadi, i canaloni di corsi d'acqua per lo più prosciugati.
Per tradizione, gli Arabi del centro-nord dividono la loro regione in tre aree: la pianura costiera del Mar Rosso, o Tihama; le montagne che la separano dal deserto centrale, o Ḥijāz, e l'altopiano che dal Ḥijāz va fino al Golfo Persico, o Najd, occupato in buona misura dal deserto del Nafūd.
La posizione della Penisola era, fin dal I millennio a.C., al centro degli scambi commerciali tra Occidente ed Oriente. Le vie principali erano quelle del Ḥijāz, che dalla Palestina e dal Mediterraneo arrivano allo Yemen seguendo la costa del Mar Rosso, parallelamente alla catena omonima (che fu usata ai tempi di Alessandro Magno e che tornò in auge nel Novecento con la Ferrovia dell'Higaz) e la via più ardua che dallo Yemen portava alla Mesopotamia, attraversando i deserti centrali, passando nel Wadi al-Dawasir e nel Wadi l-Rumma (via principali di contatto tra gli Arabi del Sud e le popolazioni mesopotamiche). Il collegamento tra Arabia centrale e Siria era garantita in gran parte dal Wadi l-Sirhan. Su queste tre strade è passato il traffico commerciale dell'Arabia dei secoli preislamici e anche dei secoli successivi.
Le popolazioni dell'Arabia sono linguisticamente di ceppo semitico, come gli Ebrei e i Mesopotamici. Il capitolo 10 della Genesi, riconosce due diverse discendenze da Sem per gli Arabi del centro-nord e per gli Arabi del sud. La civiltà meridionale, anche per la migliore condizione idrografica dei luoghi (che li fecero chiamare dai Romani Arabia Felix, traduzione dell'espressione greca ellenistica "εὐδαιμονία Αραβία", ossia "Eudaimonìa Arabìa"), si caratterizzò precocemente per il suo sedentarismo che agevolò l'elaborazione di un'articolata lingua scritta epigrafica. Gli idiomi arabi meridionali contribuirono al sorgere dell'arabo classico, unitamente al nabateo). Contatti non episodici e reciprocamente fruttuosi si svilupparono con le antistanti aree abissine, già attorno all'VIII secolo a.C.
Un primo riferimento all'etnonimo Arabo è contenuto nelle Cronache Assire, ma importante è anche l'iscrizione risalente all'853 a.C. del sovrano assiro Salmanassar III. Dal buio della storia della regione in età preislamica, definita dai musulmani Jāhiliyya, "ignoranza [del Messaggio coranico", emerge la storia del regno di Saba, sorto attorno al X secolo a.C., una leggendaria regina del quale avrebbe conosciuto Salomone.
Dall'VIII secolo a.C. esistono saltuari riferimenti all'esistenza del regno dei Sabei, che avrebbe raggiunto la sua acme nel VI secolo a.C. e, intorno al 750 a.C., si narra che un sovrano di Saba avesse ordinato la costruzione della imponente diga di Ma'rib, che comportò un sostanzioso flusso d'acqua in un'ampia area del Sud della Penisola Arabica, favorendone la produzione agricola. 

I Sabei ebbero solidi legami commerciali con popoli africani e popoli asiatici, fondando numerose colonie in Somalia ed Etiopia.
Sotto il Regno di Saba, l'Arabia del Sud divenne un grande produttore e commerciante di spezie, (mirra e incenso, oltre a un'ampia varietà di altri aromata) e cereali, grazie a una sapiente gestione delle acque.
 Nella letteratura occidentale sono numerosi i riferimenti alle spezie arabe, da Orazio fino a Shakespeare e a John Milton, anche se riguardo a tali prodotti "esotici" i prodotti arabi erano spesso confusi con quanto proveniva da altri luoghi del mondo.
I re in Arabia meridionale non erano divinizzati e pare che fossero più che altro "federatori" (mukarrib), garanti cioè di fronte al pantheon delle loro divinità, venerate in appositi santuari, delle varie realtà etniche che essi rappresentavano. La carica di sovrano pare fosse ereditaria ma per lunghi periodi la loro autorità fu in qualche misura limitata da consiglieri, e si conobbe anche una sorta di feudalesimo, con fortezze/castelli, vassalli e contadini.
La religione diffusamente praticata nell'antica Arabia pre-islamica era una religione politeistica di impronta enoteista. I templi, come nel vicino Egitto, fungevano anche da banche e centri commerciali, con sacerdoti che godevano di vaste proprietà che gestivano lucrosamente. Anche il raccolto delle spezie era considerato sacro, e come tale un terzo della produzione spettava al clero.
La scrittura, testimoniata dalle non poche iscrizioni epigrafiche decifrate, non dettero però origine a un qualche genere letterario, limitandosi alla celebrazione delle divinità e dei sovrani.

## Muhammad
Fu nel VII secolo, in questo contesto storico, politico, sociale ed economico che nacque il profeta Maometto.
La tradizione islamica vuole che Muhammad (in arabo محمد‎?, Muḥammad) fosse nato il 20 aprile 570 a Mecca, da ʿAbd Allah ibn ʿAbd al-Muṭṭalib - mercante appartenente al clan dei Banū Hāshim della tribù egemone meccana dei Quraysh - e da Āmina bint Wahb, figlia del sayyid del clan coreiscita dei Banū Zuhra. Le notizie sui suoi genitori si ricavano dalla sua biografia, gran parte agiografica, detta Sira che fu messa per iscritto parecchi decenni dopo la sua morte, a causa del primitivo stato della lingua araba. La data di nascita stessa proviene dalla congettura secondo la quale nel 610, anno delle prime esperienze sue mistiche, Maometto avrebbe avuto quarant'anni, età in cui il carisma profetico si sarebbe manifestato in molte altre realtà semitiche.
La famiglia aveva una posizione economica non brillante ma era comunque illustre per il suo passato recente. Il padre non vide mai Maometto, poiché morì a Yathrib al ritorno da un viaggio d'affari a Gaza. All'età di sei anni anche la madre del futuro Profeta morì, dopo averlo affidato alla balia Ḥalīma bint ʿAbd Allāh, dei Banū Saʿd, tribù che effettuava piccolo nomadismo nell'area circostante Mecca.

Il primo tutore di Maometto fu il componente di maggior lustro del clan, il nonno paterno, ʿAbd al-Muṭṭalib b. Hāshim, che lo portò dalla bādiya in cui aveva vissuto i suoi primi anni, a Mecca. Qui il giovanissimo Maometto, alla morte del nonno, passò sotto la tutela dello zio paterno, Abū Ṭālib. Lo accompagnà la schiava etiope della madre, Umm Ayman, che rimase sempre col bimbo che gli era stato affidato da ʿAbd al-Muṭṭalib fin quando lo stesso Maometto la indusse a sposare il suo figliolo adottivo, Zayd b. Ḥāritha, dandogli come figlio Usama ibn Zayd. In quel periodo Maometto svolse l'attività di commerciante, in grado di percorrere grazie alle carovaniere dei Quraysh il tragitto per la Siria e lo Yemen.
Nel 595 Maometto sposò una ricca e colta vedova, Khadīja bt. Khuwaylid, di circa 15 anni più anziana di lui e titolare di un'impresa carovaniera, nella quale Maometto fu per qualche tempo agente commerciale. Ella fu sua moglie fino all'anno della morte, nel 619, e la coppia ebbe 4 figlie, Ruqayya, Umm Kulthūm, Zaynab e Fāṭima, e 2 figli morti in giovane età, ʿAbd Allāh e Qāsim.
Anche dopo il matrimonio Maometto svolse il mestiere di mercante. Già entrato in contatto con la comunità ebraica medinese e conosciuti gli esponenti della più rarefatta presenza cristiana nell'area non c'è dubbio che delle due grandi religioni egli abbia conosciuto i principali assunti teorici, anche se è impossibile quantificarne gli apporti, e del pari è impossibile negare il contributo sud-arabico e mazdeo. Quasi sicuramente, durante un suo viaggio, era entrato in contatto con cristiani monofisiti in Siria.
La predicazione di Maometto iniziò, dunque, nel mese di Ramadan del 610, quando, secondo la tradizione tramandata dal Corano, sul Monte Hira, nei pressi della Mecca, al Profeta sarebbe apparso l'arcangelo Gabriele che gli disse queste parole:
"Leggi, in nome del tuo Signore che ha creato, che ha creato l'uomo da un grumo di sangue.
Leggi nel nome del tuo Signore il più generoso, che ha insegnato per mezzo del calamo, che ha insegnato all'uomo quello che non sapeva."
Maometto sulle prime credette di aver avuto un'allucinazione, tanto più che vi fu un periodo protratto tra la prima apparizione del monte Hīra e quelle che a distanza di tempo le seguiranno (ricordiamo che Maometto seguitò a ricevere apparizioni angeliche per tutta la vita).
Inizialmente Maometto confidò queste esperienze solo a pochi intimi, tra i quali la moglie Khadīja, il cugino ʿAlī, gli amici (e poi congiunti) ʿUthmān b. ʿAffān e Abū Bakr, mentre solo verso la fine del decennio successivo iniziò a predicare in pubblico una rivelazione monoteistica. Egli predicava un Dio unico "Allah" (parola araba, la cui radice semitica è la stessa dell'ebraico Elohim), per il quale era l'Inviato (rasūl) per concludere il messaggio profetizzato nell'Antico Testamento. Le caratteristiche della sua predicazione erano un duro tono apocalittico e una ferma condanna del politeismo, che con i pellegrinaggi era una delle attività più remunerative per La Mecca.
Nel 614 Maometto, a 4 anni dall'avvio del suo apostolato, sempre più inviso ai potenti concittadini per il rischio che faceva correre agli equilibri economici e spirituali di Mecca e che non gradivano "sovversioni" sociali, si convinse dell'opportunità di far lasciare la città ai suoi seguaci meno difendibili, inviandoli in Etiopia presso il Negus: è la cosiddetta "Piccola Egira". Otto anni dopo, il 16 luglio 622, Maometto e una trentina circa di seguaci abbandonarono La Mecca e si rifugiarono nell'altra città del nord-ovest arabo: Yathrib. Fu la vera e propria Egira del 622 che segnò l'inizio dell'epoca musulmana, grazie alla positiva accoglienza della sua predicazione nella città.
Yathrib, già citata nell'XI secolo a.C. nelle Cronache assire, e ancora nota ai romani, soprattutto dopo la spedizione del 24 a.C., come Yatrippa, era una città-oasi dominata da tribù e dove fioriva una comunità ebraica. E proprio con gli Ebrei Maometto si alleò, potendo così affermarsi come "uomo forte" nella città e fondando, nel 623, la Umma, la comunità dei muslimūn, ossia "assoggettati" (a Dio), quindi "credenti" (in Allāh). Fondò una moschea fuori città e sancì i basilari fondamenti dell'Islam, come la preghiera verso Gerusalemme. La città cambiò poi nome in Medina ("Città" per eccellenza, perché preferita da Maometto). Da Medina sarebbe partita la conquista araba diretta in primo luogo verso le zone circostanti, La Mecca stessa, l'Arabia e oltre.
Nel 624 Maometto, offrendo praticamente il casus belli ai nemici, poiché continuava ad attaccare le carovane meccane, scese in campo contro la sua tribù d'origine dei Quraysh, vincendo la battaglia di Badr. Ma i Meccani andarono alla riscossa, e se Maometto riuscì a stento a salvarsi nella battaglia di Uhud del 626 e, nel 627, dovette difendere addirittura Yathrib dall'attacco dei Meccani pagani. Vinse la battaglia del Fossato, in cui anche gli ebrei Banu Qurayza, convinti dalla potenza dell'armata dei coalizzati (secondo gli storici oltre dodicimila uomini), decisero di denunciare l'alleanza con i musulmani senza però iniziare nessuna attività militare. Non si fidavano infatti dei loro stessi alleati e rimasero bloccati nelle fortezze, attendendo l'evolversi della situazione.

Dopo venticinque giorni di assedio, indeboliti dai dissidi interni capitolarono e aprirono le porte agli assedianti. Maometto stabilì che fossero giudicati dal loro antico alleato, Saʿd b. Muʿādh il capo degli Aws di Medina, e secondo le loro stesse leggi. Recita il Deuteronomio XX,10-15: "Quando ti avvicinerai ad una città per assalirla, proponile prima la pace. Se l'accetta e ti apre le porte, tutto il suo popolo ti sia tributario e soggetto. Ma se essa rifiuta la pace e comincia a farti guerra assediala. Il Signore, Iddio tuo, te la darà nelle mani e allora metti a fil di spada tutti i maschi; ma le donne, i bambini, il bestiame e tutto ciò che sarà nella città, tutto quanto il suo bottino, portalo via con te e goditi il bottino dei tuoi nemici, che il Signore, Iddio tuo, ti avrà dato." Così avvenne.
In quello stesso anno Maometto si mosse alla volta della Mecca ma si convinse a rinunciare a uno scontro che si preannunciava cruento e sottoscrisse l'Accordo di al-Hudaybiyya con i pagani della Mecca, in cambio del permesso di effettuare il pellegrinaggio l'anno seguente. Nel 629 entrò nella sua città natale, compì il ḥajj e affermò la sua indiscutibile superiorità sull'intera area higiazena.
Il potere dei Quraysh dell'interno alla Mecca si andava sbriciolando, e nel 630 Maometto entrò alla Mecca quasi senza colpo ferire, essendo ormai la sua autorità qualcosa cui era impossibile opporsi. Sbaragliati gli ultimi coreisciti, all'età di quasi 60 anni il Profeta si dedicò all'espansione della fede islamica nelle terre dei nomadi e semi-nomadi, vale a dire l'intero Ḥijāz.
Lunedì 12 rabīʿ II dall'Egira (vale a dire l'8 giugno 632) Maometto morì a Medina. Lasciò 9 mogli (la più importante era la terza, ʿĀʾisha), e una sola figlia sopravvissuta, Fāṭima, sposa del cugino ʿAlī b. Abī Ṭālib, e madre dei fratelli al-Ḥusayn e al-Ḥasan, futuri "Imam" degli sciiti. Maometto venne sepolto a Medina, "Città del Profeta", nella monumentale moschea principale della città, dalle cupole verdi. Proprio Medina divenne capitale del nascente Califfato islamico, che per il momento comprendeva solo i tre quarti della desertica Penisola Arabica.
Intanto, a Medina, in un'improvvisata riunione alla quale non poté partecipare il cugino e genero ʿAlī, impegnato nel pietoso incarico della preparazione del cadavere del Profeta per la sua inumazione, si decisero i destini politici della Umma, identificando il primo successore di Maometto e "luogotenente" di Dio in terra, immediatamente definito Imam (Guida) o califfo (Vicario).
La fortuna della predicazione di Maometto fu l'accoglienza positiva che ricevette da tutte le tribù beduine, riuscendo a dare ad esse un credo e un'identità comune, sottraendole alla logica delle vendette tribali che comportavano una bellicosità continua (che si mitigò, ma che restò comunque presente, essendo strettamente collegata alla vita nomade, alla razzia delle greggi, al possesso dei pozzi, ecc.). 

I beduini offrirono alla causa islamica tutta la loro fedeltà, il dilatato senso dell'onore, la straordinaria audacia guerriera e la frugalità, cose tutte che agevolarono nel giro di pochi decenni la conquista di un immenso impero. Da un lato si veniva a nobilitare la diffusa atavica pratica della razzia, in armonia sostanziale con un istituto giuridico e spirituale della nuova religione: il jihād ("sforzo nella direzione gradita a Dio"), che aveva come fine non tanto la conversione, quanto l'assoggettamento degli sconfitti, forzati a riconoscere la superiorità islamica e a pagare un tributo personale (jizya) e fondiario (kharāj).

## I primi quattro califfi
Espansione sotto Maometto, 612-632
     Espansione sotto il Califfato "ortodosso", 632-661
     Espansione sotto il Califfato omayyade, 661-750

Espansione del califfato
Espansione sotto Maometto, 612-632
Espansione sotto il Califfato "ortodosso", 632-661
Espansione sotto il Califfato omayyade, 661-750

A Medina, il giorno stesso della morte del loro profeta, i compagni fedelissimi di Maometto, fra cui Abū Bakr, suocero di Maometto, ʿOmar b. al-Khaṭṭāb, Abū ʿUbayda b. al-Jarrāḥ, Ṭalḥa b. ʿUbayd Allāh e alcuni altri, tutti Muhājirūn meccani coreisciti, si radunano per assicurare una successione a Maometto. Si voleva evitare che i medinesi nominassero uno di loro al governo, e il prescelto fu Abū Bakr.

### Abū Bakr (632-634)
Abū Bakr ʿAbd Allāh ibn Abī Quḥāfa era coetaneo di Maometto, suo amico d'infanzia e primo convertito maschio e maggiorenne all'Islam (lo avevano preceduto la moglie di Maometto, Khadija, e il minorenne cuginetto ʿAli b. Abī Ṭālib). Fu eletto come "Khalīfat rasūl Allāh" (Vicario dell'Inviato di Allah), che in italiano è ridotta a "califfo". Questo titolo sarà presente nella storia islamica fino al 1926.

Il neo-califfo Abū Bakr dovette lottare subito contro lo scissionismo delle tribù arabe ribelli: moto che è passato alla storia come "Ridda". La guerra della ridda furono combattute e vinte da due grandi generali musulmani, Khālid b. al-Walīd e ʿIkrima b. Abī Jahl, che fra le altre vittorie, annoverano quella nella battaglia di ʿAqrabāʾ, contro la tribù dei Banū Ḥanīfa.

Nel 634 Abū Bakr, passato ai posteri come un personaggio mite e gentile, morì. Alla sua successione fu chiamato ʿOmar b. al-Khaṭṭāb.

### ʿOmar (634-644)
ʿOmar ibn al-Khaṭṭāb, secondo califfo dell'Islam, dopo la convulsa e bellicosa fase della Ridda, riuscì a unificare la Penisola arabica unita sotto il vessillo della Umma, ubbidiente al credo islamico. Quindi poté anzitutto, con l'ausilio del suo generale Khalid ibn al-Walid, penetrare con successo nelle aree di confine del deserto arabo-siriano, soggiogando rapidamente le signorie semi-sedentarizzate del Nord arabico. Quindi, gli eserciti musulmani si riversarono in Siria, Iraq, Persia ed Egitto.
I due potenti imperi che confinavano con l'Arabia a Nord, l'Impero sasanide e quello bizantino, erano in crisi dopo la ventennale guerra che era terminata solo nel 628. L'Impero Romano d'oriente, retto da Eraclio, aveva recuperato Siria e Palestina sconfiggendo i Sasanidi, ma né il vincitore né tanto meno lo sconfitto erano in grado ancora di affrontare un nuovo scontro militare. Sicché le armate musulmane senza grosse difficoltà poterono in pochi anni prendere Palestina e Siria.

Già nel 633 Abū Bakr aveva inviato forze ausiliare contro la Palestina bizantina ma fu solo nell'aprile 634 che Khālid b. al-Walīd invase la Siria con un esercito regolare e assoggettò la Palestina, occupando dapprima Palmira e poi Damasco. Eraclio reclutò un poderoso esercito, con cui poté scacciare i musulmani da Damasco, ma non poté sostenere l'urto di uno scontro frontale nel luglio 636, nella battaglia sul fiume Yarmuk. Siria e Palestina furono poste stabilmente sotto la dominazione arabo-islamica e vennero rette da Abū ʿUbayda. Il califfo ʿOmar visitò Damasco nel 637 Gerusalemme cadde l'anno dopo.
Nel frattempo, gli Arabi tenevano un altro fronte aperto, ed era quello contro i Sasanidi. Nel 633 milizie arabe avevano occupato al-Ḥīra, capitale dello Stato lakhmide, vassallo dei Persiani. Ne erano stati scacciati dall'imperatore persiano Yazdagird nel 634, con la perduta Battaglia del Ponte. Ma i musulmani non rinunciarono. Nell'estate 637 un piccolo contingente arabo sbaragliò un esercito sasanide di 20 000 uomini nella Battaglia di al-Qadisiyya. Pochi mesi dopo, la capitale Ctesifonte cadeva in mano araba, e poi ancora anche tutto l'Iraq e la Persia, dopo la battaglia di Jalūlāʾ. L'Impero sasanide fu quasi completamente inglobato nel Califfato arabo.
E le vittorie arabe proseguivano ancora. Ora Medina puntava all'Egitto. Qui i copti, come i monofisiti in Siria, erano scontenti del governo ortodosso bizantino. E quando il generale ʿAmr b. al-ʿĀṣ occupò la cittadina egizia di frontiera di al-ʿArish (12 dicembre 639), molti egiziani ne furono quasi contenti.

ʿAmr ibn al-ʿĀṣ, vista la situazione, si spinse fino ad occupare Pelusio, sul Delta, e poi marciò sulla fortezza di Babilonia (fortino nei pressi dell'odierna Heliopolis, al Cairo), che costituiva il principale caposaldo bizantino. Qui, con l'aiuto di un contingente arabo in ausilio alla sua cavalleria yemenita, sbaragliò i Bizantini (luglio 640) occupando la città (641). Nel frattempo, si era combattuta una battaglia ad Eliopoli (640) e, preso tutto l'Egitto, restava ai Bizantini solo Alessandria, che resse un anno, fino a che nel 642 il Patriarca copto Kyros (conosciuto dai musulmani arabi come Muqawqis) firmò un accordo di pace condizionata con gli Arabi, in seguito alla quale le truppe bizantine e chiunque lo avesse voluto si ritirarono incolumi via mare. 

Preso l'Egitto, l'espansionismo arabo si concentrò sulla Cirenaica. Le fiorenti città costiere bizantine di Cirene, Leptis Magna, Bengasi caddero in tre anni, tra il 642 ed il 645. L'Africa settentrionale si avviava ad essere una terra musulmana.
Dal 640 il califfo ʿOmar dovette subito escogitare un sistema di gestione di questo ciclopico impero che si andava creando. Anzitutto, trattò l'Impero come un grosso fondo affidato fiduciariamente alla comunità islamica, con il califfo come suo amministratore. Certo, nelle province dove la resistenza anti-araba era ancora forte (tra i Berberi, o nel Khorasan e in altre parti della Persia), oppure dove c'era stata una guerra d'annessione (in Egitto e in Siria), il potere del Califfo era più discusso, come ad esempio in Iraq, che si era arreso incondizionatamente agli Arabi a seguito del tracollo persiano.

Intanto, il califfato incamerò i beni demaniali e dei nemici dello Stato arabo, mentre tutti gli altri proprietari conservarono i loro fondi. Le nuove terre demaniali arabe furono concesse a contadini della Penisola Araba con un contratto d'affitto, il qatīʿ. I coltivatori di religione musulmana pagarono, dopo alcune diatribe, una tassa molto inferiore sulle terre, l'usr.

La maggior parte delle tasse, insomma, erano pagate dai non arabi e dai non musulmani. Le tasse erano quelle della gizya e del kharāǧ. La prima era il testatico per i non musulmani, la seconda era la tassa di proprietà sui terreni. Chi pagava la gizya era un dhimmi, cioè "membro protetto delle religioni tollerate dalla legge".
Merito di ʿUmar è quello di avere gettato le basi di un'amministrazione più ordinata, con la creazione di appositi uffici (detti dīwān), che potevano funzionare grazie all'impiego di Copti, Greci e Persiani. Tra le riforme del secondo califfo figura anche quella che consentì la nascita di un calendario islamico, che aveva il suo anno 1 determinato dalla data dall'Egira (il 622).

Questo è anche il periodo in cui si consolidano e vengono fondate nuove città fuori d'Arabia, come Kufa e Bassora in Iraq, Fusṭāṭ (oggi Vecchia Cairo) in Egitto, Qayrawān in Tunisia (allora chiamata Ifrīqiya), e dall'insediarsi di grosse comunità arabe nel Mashreq e nel Maghreb. Le città fondate erano in realtà spesso amṣār (lett. "campo fortificato"), in cui furono accasermate guarnigioni militari e i necessari centri commerciali per gli emigrati arabi. Una delle cause di questa colossale espansione araba fu proprio il sovrappopolamento della Penisola arabica in un ambiente dotato di scarse risorse naturali. Molti Arabi già si erano trasferiti in precedenza fuori d'Arabia, soprattutto a Bosra e Gaza, in Palestina. In tutta la Mezzaluna Fertile, tra il VI e il VII secolo si diffuse un idioma diverso da quello aramaico. Sicché, le cause dell'espansione arabe non sono solo religiose, ma anche demografiche. Il dato religioso ebbe certo un suo ruolo, ma non fondamentale.
C'è da aggiungere, riguardo all'espansione araba, che spesso i cristiani, gli ebrei e le popolazioni locali in linea di massima vedevano negli arabi invasori non tanto dei nemici, quanto dei "liberatori". Un testo apocalittico ebraico del VII secolo, dove un Angelo parla ad un rabbino, dice così: "Non aver paura, Ben Yohay (nome dell'interlocutore dell'Angelo); il Creatore, sia benedetto, ha solo portato il Regno di Ismaele per salvarti da questa malvagità (dove la malvagità è Bisanzio)... il Santissimo, sia benedetto, farà sorgere per loro un profeta, secondo la Sua volontà, e conquisterà per loro la terra, ed essi verranno e la faranno risorgere...".

Un testo successivo, scritto da un autore storico cristiano siriano, dice invece: "Perciò il Dio della vendetta ci liberò dai Romani per mezzo degli Arabi,... Ci guadagnammo non poco a essere salvati dalla crudeltà dei Romani e dal loro aspro odio verso di noi".

Nel frattempo, gli occupanti concessero notevoli esenzioni ai Samaritani per il sostegno da loro garantito agli Arabi musulmani; lo stesso accadde in vari altri luoghi.
Intanto a Medina, capitale dell'impero islamico, il califfo ʿOmar fu assassinato dallo schiavo persiano Luʾluʾa, il 4 novembre 644, venendo inumato accanto ad Abū Bakr e a Maometto, in quella che oggi è la Moschea del Profeta a Medina. È il primo caso di un califfo ucciso, ma non l'ultimo. I restanti Sahaba (Compagni di Maometto) decisero che a succedergli fosse ʿUthmān.

### ʿUthmān (644-656)
Regna per 12 anni, dal 644 al 656, e suoi meriti sono l'aver dato un nuovo assetto urbano a Medina, l'aver raccolto il Corano.

Il califfato di ʿUthmān fu segnato però anche dal nepotismo, di cui fu accusato, dall'espansione araba verso l'Atlantico, che incontrò però la resistenza dei Berberi africani in Algeria, e dal moto di ribellione interno a Medina. ʿUthmān era inoltre, come il Governatore di Siria Muʿāwiya b. Abī Sufyān, membro della potente famiglia meccana degli Omayyadi. 
Si dice che negli ultimi anni di regno ʿUthmān avesse perso lucidità mentale. Sicché i suoi oppositori, composti da elementi egiziani e kufani, e dalla terza moglie di Maometto, ʿĀʾisha, con i meccani Talḥa e Zubayr b. al-ʿAwwām, assediarono Medina una prima volta, scendendo poi a patti col califfo. Ma la pace durò poco, e il 17 giugno 656 le forze ribelli entrarono nel palazzo califfale sotto assedio, uccidendo il Califfo. Era la prima volta che un Califfo era assassinato da musulmani. Al califfato salì il cugino, genero e "fratello adottivo" di Maometto: ʿAlī ibn Abī Ṭālib.

### ʿAlī (656-661)
ʿAlī ibn Abī Ṭālib salì al Califfato dopo essere stato scartato dal potere per ben tre volte, a causa della sua età ancora troppo giovane. Era uno degli ultimi Compagni di Maometto, e dovette subito fronteggiare il moto indipendentista dei ribelli.

Nell'ottobre 656 il Califfo uscì da Medina per non rientrarvi mai più. Si recò a Kufa, in Iraq, che divenne la nuova capitale del califfato arabo. Di lì Alì marciò su Bassora, dove si erano addensati i ribelli, affrontandoli nella battaglia del Cammello, o di Bassora, poiché allo scontro assisté ʿĀʾisha, sul suo cammello. I ribelli furono sconfitti, e i loro capi esiliati o uccisi. Quindi, scongiurato un pericolo, il Califfo dovette fronteggiarne un altro. Il potente governatore di Siria, Muʿāwiya, non aveva gradito l'uccisione del parente ʿUthmān, sospettava che il mandante fosse il nuovo Califfo ed era deciso a prendere il potere e a salire al califfato.
Lo scontro che poi contrapporrà per secoli Siria e Iraq, con le loro principali città di Damasco e Kufa si ebbe nel maggio 657 quando le forze di ʿAlī ibn Abī Ṭālib si contrapposero nella Ṣiffīn a quelle dei Siriani di Muʿāwiya. Il 26 luglio gli alidi stavano per vincere ma Muʿāwiya propose un arbitrato, con due arbitri per decidere sulle ragioni del conflitto. L'arbitrato di Adhruh, imposto dai Kharigiti che militavano nelle file del Califfo, si risolse in un nulla di fatto, così come l'altro arbitrato di Dūmat al-Jandal.

Dopo che Muʿāwiya ebbe preso il controllo dell'Egitto, praticamente nessuno più rispettò l'autorità di ʿAlī. Questi, indebolito sempre più dall'eresia kharigita, fu assassinato nel 661 proprio da uno dei loro seguaci, tale Ibn Muljam. Il figlio del Califfo, al-Ḥasan, rinunciò a ogni sua possibile rivendicazione al califfato, accettando un generoso donativo di Muʿāwiya, che divenne quinto Califfo dell'Islam. Saliva con lui al potere la dinastia omayyade, che sarebbe sopravvissuta in Siria per quasi un novantennio e in al-Andalus, a Cordova, fino al secondo decennio del XI secolo.

## Il califfato omayyade
Muʿāwiya si proclamò "Comandante dei Credenti", governando dal 661 dalla nuova capitale di Damasco su buona parte del Nordafrica, Egitto, Arabia, Siria-Palestina, Iraq e Persia. Lo Stato islamico era uscito fortemente indebolito dalle guerre civili, e per di più a Muʿāwiya si opponevano alcuni che contestavano la legittimità del califfato, rivendicando per sé il titolo, come era il caso di ʿAbd Allāh ibn al-Zubayr, ma anche tra i seguaci degli alidi credevano con fermezza che il califfato dovesse restare nelle mani dell'Ahl al-Bayt, il "Casato del Profeta".
Muʿāwiya era figlio di Abū Sufyān, il membro più autorevole della cosiddetta "Repubblica oligarchica mercantile" della Mecca al tempo della presa della città nel 630 da parte di Maometto. Avversario della dottrina islamica, ancorché parente di Maometto, Abū Sufyān aveva aspettato la notte prima dell'ingresso di Maometto nella Mecca per convertirsi all'Islam con i suoi figli, Muʿāwiya, appunto, e Yazīd. Maometto beneficò costoro, e i due primi califfi invieranno Yazīd a conquistare la Siria, e Muʿāwiya a succedere a Yazīd (morto di peste a Emmaus) in veste di nuovo Governatore del Bilād al-Shām.

Muʿāwiya regna come califfo dal 661 al 680, e sotto il suo regno si effettua il primo assalto contro Costantinopoli (667), che vedrà la vittoria bizantina sulle forze degli invasori. Il regno di Muʿāwiya vede anche l'affermarsi di una forza navale araba. Gli Arabi erano un popolo non avvezzo alla navigazione e dovettero perciò avvalersi delle popolazioni siriane, palestinesi o egizie, più abituate alle tecniche marinaresche, per allestire una flottiglia con cui affrontare le navi bizantine che dominavano ancora su Cipro e Creta, nonché sull'attuale Algeria e sulla Sicilia, oltre che sulla Grecia.

In questo periodo vengono conquistate le città di Kabul e di Samarcanda (un tempo nel Khorasan e oggi rispettivamente dell'Afghanistan e dell'Uzbekistan), site lungo l'importante via carovaniera per la Cina, chiamata "Via della seta".

Uno dei gravi errori del pur capace governo di Muʿāwiya fu quello di designare il suo successore nella persona del figlio Yazīd, inaugurando una vera e propria dinastia familiare.
Yazīd I ibn Muʿāwiya, figlio di Muʿāwiya, dovette subito scontrarsi con gli Alidi, seguaci del genero scomparso di Maometto, ʿAlī. Il 10 ottobre 680 nella battaglia di Kerbelāʾ il califfo Yazīd sconfisse e massacrò gli oppositori. Si apriva così una spaccatura (fitna) all'interno della Umma, la comunità islamica, che ancora oggi non è stata sanata. Gli sciiti hanno fatto di Kufa e Kerbelāʾ, in Iraq entrambe, i loro luoghi sacri d'elezione.

## L'Islam in Nordafrica, in Asia centrale e nella Penisola iberica
Sotto i vari califfi omayyadi, l'impero arabo si estese in Africa e in Oriente. 

In Nordafrica, le attuali Tunisia e Algeria erano praticamente occupate, ma le forze berbere, nell'interno, ben difese dalla catena montuosa dell'Atlante, continuavano la loro resistenza all'occupazione degli stranieri, già messa in atto contro i Romani e poi contro i Bizantini.
In tutti questi casi le aree interne e montagnose garantirono ai Berberi la concreta possibilità di non essere assorbiti culturalmente, mentre le zone costiere cadevano nelle mani degli occupanti.
Dopo aspre contese armate, i Berberi furono piegati dai Bizantini, e nel 698 le milizie arabe entravano a Cartagine. La gloriosa capitale punica, fatta risorgere da Augusto dopo le distruzioni degli Scipioni, si stava avviando a un lento declino e gli Arabi preferirono stanziarsi nella vicina Qayrawan, 200 chilometri a Sud dell'attuale Tunisi e, in tempi relativamente brevi, anche le regioni attuali algerine e marocchine furono totalmente annesse al califfato omayyade.

Tra il 710 ed il 711 stessa sorte toccò in Asia centrale alla Transoxiana, regione a ridosso della valle dell'Indo. 

Nella cornice conflittuale che caratterizzò quelle regioni, i musulmani entrarono in urto anche con le propaggini armate più avanzate dell'Impero cinese e, alla fine del califfato omayyade (metà dell'VIII secolo), la vittoriosa battaglia del Talas permise ai musulmani di catturare vari Cinesi esperti nella misteriosa arte della fabbricazione della carta. I prigionieri insegnarono ai loro vincitori come produrre questo prodotto straordinariamente importante, consentendogli di essere conosciuto anche nell'Occidente cristiano, dove ancora si usava la costosissima pergamena e l'assai più raro e comunque poco economico papiro.
Un principe della vicina Spagna visigota si recò dal Wali di Qayrawān per chiedere appoggio ai musulmani e riprendere il trono usurpatogli. Un corpo arabo-berbero partì allora per la Penisola iberica e sbarcò sotto quello che sarà chiamato Ǧabal al-Tāriq, "Montagna di Tāriq" (da Tāriq b. Ziyād che comandava quel contingente) e che oggi è Gibilterra.
Fu quella la prima volta in cui un esercito arabo-islamico in armi entrò in Europa. A Jerez de la Frontera nel 711 le forze di Tāriq b. Ziyād sconfissero i Visigoti, che persero così il mezzogiorno della Spagna e il Portogallo attuale e che alla fine videro scomparire il loro regno.
 La cavalcata dei musulmani (che colà qualcuno cominciò a chiamare "Mori", per il fatto d'esser giunti dall'Africa nord-occidentale, definita genericamente Mauritania, "terra dei Mauri") è inarrestabile: tutta la Penisola iberica è occupata e solo i Pirenei fanno da ostacolo naturale al procedere della loro avanzata.

La Spagna rimarrà araba e berbera negli 8 secoli e oltre di dominazione islamica della Spagna, facendo sorgere alcuni dei più grandi capolavori dell'architettura musulmana (l'Alcázar di Siviglia e l'Alhambra di Granada) e scrivere alcune opere capitali della letteratura mondiale, prosastica, poetica e scientifica.
L'avanzata musulmana sembrò incontenibile: mentre un altro pezzo di Anatolia era preso ai Bizantini, nel 718 Costantinopoli fu posta di nuovo sotto assedio degli Arabi, che allora potevano esser visti come i veri padroni anche del mare. Avevano infatti sconfitto sul mare i Bizantini nella cosiddetta battaglia degli Alberi e ad Alessandria e a Cartagine avevano trionfato sulla terraferma, stabilendo basi nel Mar Egeo.
In Occidente cade Narbona, e Perpignano è in mano araba. La resistenza dei duchi di Provenza è debole, poiché questi preferiscono fare un dispetto al Re merovingio e ai suoi Maggiordomi di Palazzo (che esercitano di fatto il supremo potere militare) piuttosto che difendere i loro possedimenti dall'invasore arabo e berbero, che così occupa agevolmente tutta la Provenza e avanza fino a lambire le Alpi.

Il Maggiordomo di Palazzo Carlo Martello si accinge a marciare dal Nord della Francia, dove ha sede il Re merovingio di cui teoricamente sono al servizio. La frontaliera Aquitania oppone una forte resistenza, pur non disdegnando occasionali accordi (rafforzati anche da vincoli matrimoniali), ma gli Arabi arrivano nondimeno a Poitiers, a 100 chilometri da Parigi. 

Qui, per una settimana, le forze merovingie e quelle arabe si schierano, e alla fine si affrontano. È il 732 e la battaglia di Poitiers segna una fondamentale vittoria strategica dei Franchi e dei loro alleati. Ciò però non impedisce agli Arabi di mantenere il controllo sulla Provenza e sul Narbonese, e anzi di passare le Alpi per fare incursioni in Piemonte e in Liguria.

Infine Narbona è definitivamente ripresa dai Franchi cristiani, ma solo Carlo Magno, 50 anni dopo, potrà espellere stabilmente i musulmani dal territorio franco.
L'omayyade Marwān II b. Muḥammad b. Marwān nel 750 è l'ultimo Califfo della sua dinastia. Sposta la capitale a Ḥarrān, in Anatolia, ma sullo Zāb viene battuto dalle forze ribelli che combattono per l'affermazione della dinastia abbaside, il cui capo è Ibrāhīm b. Muḥammad, cui succede, dopo la morte in un carcere omayyade, il fratello Abū l-ʿAbbās al-Saffāḥ, che ha come sua "eminenza grigia" Abū Jaʿfar ʿAbd Allāh, fratello di entrambi.

## Il califfato abbaside
Abū l-ʿAbbās al-Saffāḥ è il primo califfo abbaside, dopo aver sbaragliato l'ultimo omayyade e avergli sottratto il trono. Il Califfato è divenuto a tutti gli effetti una monarchia, per la cui guida si compete in breve accanitamente e talora si combattono guerre fratricide.

Gli Abbasidi sono sostenuti dalle popolazioni iraniane, dai mawālī in genere e inizialmente dagli alidi.

Una caratteristica degli Abbasidi che li differenzia notevolmente dagli Omayyadi, è che il potere non è riservato ai soli Arabi musulmani ma tutti i musulmani sono coinvolti nel governo della Umma, mentre altalenante è la condizione delle culture sottomesse, malgrado si accordi protezione a ebrei, zoroastriani e cristiani, chiamati genericamente Ahl al-Kitāb (Gente del Libro sacro).
La dinastia abbaside è anch'essa appartenente alla tribù dei Banū Quraysh di Mecca, poiché lo zio di Maometto, al-ʿAbbās b. ʿAbd al-Muṭṭalib era trisavolo di Abū l-ʿAbbās al-Saffāḥ. Gli Abbasidi deterranno il Califfato per ben 5 secoli.
Dopo Abū l-ʿAbbās, nel 754 al califfato sale suo fratello al-Manṣūr. A questo Califfo si deve la fondazione di Baghdad, nuova capitale del califfato dal 762. Baghdad, "Città della Pace" (Dār, fu fatta sorgere sulle rive del Tigri, poco lontano dall'antica capitale sasanide di Ctesifonte e dai resti dell'antica Babilonia. L'impianto della città califfale era circolare ma attorno ad essa la città cresce vorticosamente, arrivando al suo apogeo a contare circa 1 milione di abitanti. Al-Manṣūr regna fino al 775.
Nel 786 al califfato sale Hārūn al-Rashīd, sotto la cui guida si assiste a un fiorire delle arti e delle scienze. Sorgono grandi moschee in tutto il califfato, mentre vengono composte grandi opere letterarie come "Le Mille e una notte". Nell'809 ad Hārūn al-Rashīd succede il figlio al-Amīn e, al termine di una devastante guerra fratricida, califfo diventa il fratello al-Maʾmūn.
La storia dell'islam è segnata da alti e bassi di potere. La potenza del califfato abbaside è considerevole fino ad al-Mutawakkil, che regna fino all'861. Di lì si assiste ad un lento e incostante declino istituzionale ma ad un'ulteriore crescita della cultura scientifica e artistica. Il califfato islamico comincia a sentire la necessità di una migliore amministrazione delle sue aree periferiche che, lontane dalla capitale, lamentano un minore impegno governativo e una incostante attenzione finanziaria.
La Spagna dal 756 divenne un emirato indipendente dal califfato, in mano a un superstite della dinastia omayyade (che gli Abbasidi avevano provveduto a sterminare quasi interamente appena preso il potere), ʿAbd al-Raḥmān b. Muʿāwiya e i suoi discendenti governano con rara capacità il paese di al-Andalus e nel 929 ʿAbd al-Raḥmān III si proclama Califfo. A partire dalla morte del reggente di Ibn Abī Āmir (Almanzor), fino al 1031, inizia un periodo di frammentazione della Spagna, noto come periodo dei Reyes de Taifas.

Nel 1086 la dinastia africana degli Almoravidi sbarca in Spagna per soccorrere i confratelli musulmani minacciati dalla Reconquista cristiana.

Tra il 1147 ed il 1150 agli Almoravidi subentrano l'altra potente dinastia berbera degli Almohadi ma la Reconquista è solo rimandata. Dal 1246 fino alla caduta dell'ultimo baluardo arabo di Granada (1492) in mano spagnola l'Islam arretra fino a scomparire come realtà istituzionale dalla Penisola iberica.

## Il Nord Africa
In Africa settentrionale, sorgono diversi emirati e reami, spesso retti da elementi islamici di diverso orientamento teologico: kharigiti e sciiti ismailiti.

Tra l'808 ed il 930 a Fez, nell'attuale Marocco, regna la dinastia alide degli Idrisidi, mentre i kharigiti Rustemidi s'insediano nell'attuale Algeria, eleggendo a propria capitale Tāhert.

A Qayrawān e a Raqqāda, dall'801 al 909, comandano gli Aghlabidi, il cui primo esponente, il turco Ibrāhīm ibn al-Aghlab, è nominato governatore (Walī) con diritto di scelta del successore dal califfo abbaside Hārūn al-Rashīd, per stroncare le continue rivolte berbere kharigite e ammansire i malumori dell'elemento arabo indigeno nei confronti dei militari arabi (jund) arrivati in seguito alle operazioni di conquista.
Tra l'868 e il 905, invece, sull'Egitto e in parte della Siria regnano i capaci Tulunidi, sostituiti tra il 935 ed il 969 dagli Ikhshididi, fin quando almeno non s'impadroniscono del potere gli ismailiti Fatimidi.

La storia dei Fatimidi parte in pieno IX secolo in Siria, dove gli Ismailiti - che mettevano assieme elementi di Gnosticismo, Manicheismo e Islam - agiscono agli ordini di ʿAbd Allāh che si proclama al-Qāʾim al-maktūm ("il Capo atteso"), ossia l'imām destinato a guidare i fedeli musulmani di orientamento sciita. Costui diceva di discendere da Fāṭima, l'unica figlia sopravvissuta di Maometto che gli aveva dato legittima discendenza grazie ai figli nati dal suo matrimonio con ʿAlī b. Abī Ṭālib.

Dalla Siria, dalla città di Salamiyya, ʿAbd Allāh fugge per evitare di essere catturato dai soldati abbasidi e si rifugia in Egitto, dove riesce con l'aiuto di alcuni sostenitori a prendere il potere, fondando la dinastia fatimide.

I Fatimidi, che creano la loro capitale nel 967, chiamandola al-Madīnat al-Qāhira, "La città vittoriosa", cioè Il Cairo, reggeranno l'Egitto dal 969 al 1171.

Durante il loro regno l'Egitto sarà oggetto di aggressioni armate: con gli Ziridi (972-1167) innanzi tutti - cui i Fatimidi avevano incautamente affidato il governo del Nordafrica precedentemente conquistato agli Aghlabidi - , con i Selgiuchidi in Siria e infine con i Crociati. Furono infine soppiantati dagli Ayyubidi (1171-1250), dinastia fondata da Ṣalāḥ al-Dīn ibn Ayyūb, noto come Saladino, che nel 1187 riconquistò all'Islam la Città Santa di Gerusalemme, perduta nel corso della Prima Crociata nel 1099. Tra il XII e XIII secolo, l'Egitto sarà invece governato dai Mamelucchi turchi baḥrī e, in seguito, da quelli circassi burjī, sconfitti irrimediabilmente nel 1517 dagli Ottomani del sultano Selim II Yavuz.

## Egitto e Transoxiana
In Siria e Palestina, erano arrivati solo in parte le forze fatimidi. Ai primi dell'XI secolo, sotto il folle imam al-Hakim, nel quadro di una pesante pressione esercitata contro ebrei, cristiani i e gli stessi musulmani sunniti, viene distrutta la basilica del Santo Sepolcro, poi ricostruita con un finanziamento garantito dai Bizantini. In Siria settentrionale, tra Mosul e Aleppo, in una zona oggi a cavallo tra Turchia, Siria e Iraq, fiorì la dinastia degli Hamdanidi (890-1003).
In Transoxiana e ai limiti orientali dell'Impero arabo governavano le dinastie, riconosciute dal califfato abbaside, dei Tahiridi (819-999) e dei loro vassalli in Transoxiana dei Samanidi, mentre l'Iran settentrionale era in mano ai Buwayhidi (932-1055). Quest'ultima dinastia iranica del Daylam eserciterà il potere anche a Baghdad, ottenendo la carica di amīr al-umarāʾ, rendendosi di fatto padroni dell'Iraq abbaside.
Nel frattempo irrompono sulla scena vicino-orientale Turchi e Mongoli.
I Turchi, ancora fortemente impregnati di nomadismo, sciamano in direzione della Mesopotamia e dell'Anatolia al seguito dei Selgiuchidi che nel 1055 entrano con il loro Sultano Alp Arslan a Baghdad, sbarazzandosi degli sciiti Buwayhidi e sostituendosi a loro, come sunniti, nella tutela del Califfo.

Si costituisce la dinastia dei Grandi Selgiuchidi, con capitale a Isfahan, in Persia, mentre altri Selgiuchidi penetrano in Anatolia andando a costituire il sultanato di Rum, con capitale a Iconio (attuale Konya), e il Sultanato danishmendide.
Nella Siria-Palestina - dove si confrontano Fatimidi, Selgiuchidi, dinastie locali più o meno rinomadizzatesi e Hamdanidi - sorge l'astro militare e politico del turco Norandino (Nur al-Din), figlio di Zangi e nipote di Aq Sunkur al-Hajib, governatori per conto dei Selgiuchidi di Aleppo.

Egli riesce in parte a unificare il paese nel quale, alla fine dell'XI secolo, erano piombati nel quasi disinteresse generale dei Selgiuchidi, i Crociati cristiani. Essi costituirono quattro entità politiche e militari a Edessa, Antiochia, Gerusalemme e Tripoli. Agli ordini di Norandino combatte Saladino (Salah al-Din) che, alla morte del suo comandante, prende in mano le redini della situazione e riconquista Gerusalemme, resistendo anche all'ultimo importante sforzo cristiano della terza crociata.

Con lui s'inaugura la dinastia degli Ayyubidi che - essendosi di già Saladino impadronito del moribondo Imamato fatimide - governa sull'Egitto e la Siria, con l'eccezione delle residue sacche di resistenza crociate, abbattute definitivamente solo sotto la successiva dinastia musulmana che governerà le medesime contrade: i Mamelucchi.

Costoro (schiavi specializzati al mestiere delle armi) succederanno ai loro padroni quasi senza colpo ferire quando l'ultimo sultano ayyubide, al-al-Ṣāliḥ Ayyūb - morirà senza eredi maschi.

Sposandone la vedova, Shajar al-durr, il primo Sultano mamelucco garantirà una continuità all'entità politica progettata da Norandino e realizzata da Saladino, abbattuta solo nel 1517 dal sultano ottomano Selim II.
Convertitisi all'Islam, i Turchi s'insediano stabilmente nel mondo musulmano del Vicino e Medio Oriente, come faranno anche i Mongoli, che tra il 1251 ed il 1300 arrivano ad ondate sui territori dell'Impero arabo. Gengis Khan invade l'Iran, spazzando via le effimere dinastie locali, e nel 1258 il suo discendente Hulegu entra a Baghdad, mettendo fine nel sangue al califfato abbaside, anche se le sue armate (sia pur molto ridotte per il ritorno in patria di Hulegu), sono sconfitte nel 1260 dai Mamelucchi nella battaglia di ʿAyn Jālūt dal genio militare di Baybars.
Mentre una parte dell'Orda piegherà verso le steppe russe, contribuendo indirettamente alla nascita della Russia, una parte si ferma in Iran, dando vita alla dinastia ilkhanide.
Dove il Khan si era fermato arriverà nel XV secolo Tamerlano, che sconfiggerà i Turchi ottomani nella Battaglia di Ankara. Dopo le invasioni mongole, arrestate dai Mamelucchi, nella Mezzaluna Fertile risorgono reami effimeri mentre i Mongoli abbracciano con lenta progressione l'Islam.

L'unica regione dell'antico Impero islamico al riparo dai conflitti è l'Arabia, dove nell'entroterra si è tornati al nomadismo, mentre sulle coste dinastie locali gestiscono il traffico dei pellegrini verso La Mecca e Medina, uniche due città per cui l'Arabia è ancora frequentata.

Dopo il 1256, finiti sia il califfato di Cordova sia quello di Baghdad, uno scampolo puramente fittizio e totalmente di facciata è quello abbaside ospitato al Cairo dai Mamelucchi, che così cercano di trarne legittimazione.

## Scontro navale nel Mediterraneo
Tra VIII e X secolo, partendo dalla Spagna ma soprattutto da Nord Africa, i musulmani cominciarono a razziare le isole e le coste dei paesi cristiani europei: nelle isole greche, in Sicilia, in Sardegna e nelle Baleari queste incursioni furono la rovina per gli insediamenti costieri che vennero spesso abbandonati in favore dei più impervi insediamenti centrali. Le razzie erano spesso di durata fulminea, con il prelievo di gente per alimentare il mercato degli schiavi o, talvolta, per la riscossione di riscatti e tributi; più raramente gli arabi si impiantavano stabilmente in un "nido" (piccola colonia commerciale e militare), come accadde in maniera duratura a Creta, a Malta, in Sicilia e sulle Isole Baleari.
Spesso la storiografia di matrice cristiana ha rappresentato questi insediamenti come di corsari o pirati, ma in verità essi avevano molto in comune con le esperienze di poco posteriori delle repubbliche marinare italiche, con i quali gli scontri e i colpi di mano si alternarono spesso a rapporti di buon vicinato commerciale. Se fino al X secolo gli insediamenti arabi erano decisamente più attivi, solo a partire dall'XI si ebbe un miglioramento dinamico di quelli cristiani. Uno degli insediamenti musulmani più fiorenti fu Almería, specializzata nel commercio dei pregiati schiavi bianchi (i saqaliba), che venivano castrati dagli ebrei della vicina Pechina.
In Oriente gli insediamenti vennero maggiormente osteggiati dai bizantini, che nella seconda metà del X secolo si ripresero Cipro e Creta. I commerci, dopo una fase critica durante il picco dell'espansione, ripresero gradualmente, anche se l'Europa occidentale non era il mercato più interessante per i musulmani. Nel Libro delle rotte e dei regni dell'846 di Ibn Khordadhbeh si parla di mercanti occidentali nei porti arabi, anche se non erano cristiani, ma ebrei "radaniti" (forse del Rodano?) che commerciavano pellicce, schiavi ed armi nei porti del delta del Nilo, spedendole via Mar Rosso alle rotte verso India e Cina, in cambio di muschio, aloe, canfora e cardamomo, che venivano smerciati in Egitto, a Costantinopoli ed alle "rozze" (in confronto) corti dell'Europa occidentale. Erano prodotti europei particolarmente apprezzati le spade "franche" di ferro e il legname, che scarseggiava nel mondo arabo ed era necessario per costruire le imbarcazioni.
Erano invece praticamente assenti i contatti con l'Italia centro*settentrionale, che rimase inizialmente anche all'oscuro delle conquiste tecnico-scientifiche musulmane. È alquanto isolato il viaggio di Hārūn ibn Yaḥyā che visitò Costantinopoli e poi, lungo la Via Francigena, Pavia, capitale dei Longobardi, e Roma, come narrato nel X secolo dal geografo Ibn Rusta. Dal X secolo i veneziani stabilirono più volte divieti di commercio con i musulmani, che indicano come i traffici dovevano essere ben fiorenti se era necessario reiterare più volte tali divieti. Nel 992 però il doge Pietro II Orseolo stabilì la celebre crisobolla per regolare i rapporti mercantili sia con Costantinopoli sia con il Cairo fatimide. Ritrovamenti di archeologia subacquea, di monete musulmane nell'alto Tirreno e di documentazione scritta (anche se piuttosto rarefatta, nonostante il notevole archivio della Geniza degli ebrei-palestinesi del Cairo) provano comunque una discreta circolazione di merci e persone tra mondo "franco" e mondo arabo tra i secoli IX e X.

## Le tesi di Henri Pirenne
Il grande storico belga Henri Pirenne sostenne nei suoi libri che la nascita della potenza navale musulmana aveva rotto l'unità mediterranea, spostando il baricentro europeo verso nord e creando quella frattura che avrebbe allontanato definitivamente tutto il Nordafrica e il Vicino Oriente dalla vita culturale europea. La perdita delle millenarie strutture economiche e dell'omogeneità tra tutte le popolazioni che si affacciavano sul mare avrebbe poi portato al ripiegarsi dell'Europa su sé stessa, aggravando i processi di recessione e di ruralizzazione. Ciò significherebbe l'origine del cosiddetto Medioevo non tanto con la caduta dell'Impero Romano del V secolo, ma con l'espansione araba dei secoli VII ed VIII.
La storiografia contemporanea sembra dare più peso ai processi già in atto che inesorabilmente causarono la crisi economica europea fino al X secolo, che non possono essere ricondotti alla sola pressione della corsareria saracena. Pur registrando una flessione delle attività nautiche, un ridimensionamento e talvolta la scomparsa di porti e centri costieri cristiani, non deve essere considerato come automatico il rapporto tra guerra e sospensione dei commerci, che anche se presente, con un generale impoverimento, la contrazione dell'economia monetaria e l'ansia e la paura diffusa, non fu mai assoluta, ma piuttosto debole e intermittente. Sulla valutazione del grande storico può aver infatti in parte pesato l'esperienza traumatica per la sua generazione della prima guerra mondiale, con un peso psicologico che si rifletté nelle sue tesi.

## Il subcontinente indiano
Il subcontinente indiano era diviso tra regni e stati minori. Tra il 712 ed il 745 gli arabi erano penetrati sull'Indo ed in Transoxiana.
Trascorsi due secoli, tra il 999 ed il 1030, il Sultano Mahmud di Ghazna, musulmano dal Turkestan discese in India, creando un potentato a ridosso dell'Indo in seguito all'anarchia dovuta al decadimento del califfato. In breve, il reame ghaznavide e la dinastia Rajput, che dominavano il Nord dell'India, furono sconfitte, definitivamente nel 1192 con la battaglia di Tarori.
Nel 1206 i musulmani poterono così entrare in India stanziandosi nel Nord e creando il sultanato di Delhi. Particolarità di questo sultanato era la coesistenza di arabi, turchi, mongoli e indù. Vi erano crisi interne sia per tensioni etniche-religiose sia per la mancanza di regole per la successione dei sultani. Il sultanato resse per 3 secoli, resistendo ai Mongoli e addirittura penetrando, ad opera del Sultano Muḥammad b. Ṭughlāq, "secondo Alessandro", nel Deccan e nel meridione dell'India (1330). Nello stesso periodo venne sradicato il buddismo dalla penisola. Dal 1347 però la reazione indù iniziò a partire contro il Deccan, che fino al 1527 fu spezzettato in più staterelli musulmani. Intanto Tamerlano tra il 1398 ed il 1399 assalì da Nord il sultanato, che crollò. Delhi venne saccheggiata. Solo tra il 1494 ed il 1530 il signore islamico di Kabul sferrò un nuovo assalto musulmano all'India, con la vittoria di Panipat (1526) contro i resti del Sultanato di Delhi e la seconda vittoria di Panipat (1556) contro gli indù, ad opera però di Akbar, che fino al 1605 fu il Gran Mogol. Alla sua corte a Delhi furono presenti letterati, poeti e scrittori, e pittori. Sorse inoltre il Taj Mahal. Tra il 1612 ed il 1613, però britannici e portoghesi iniziarono a stanziarsi sulle coste indiane. Gli ultimi reami musulmani a Delhi e nel centro dell'India furono spazzati via dalle lotte tra indù e Compagnia britannica delle Indie Orientali.

## Le crociate
In tutto questo, le Crociate che dal 1099 l'Occidente cristiano promuove hanno solo un ruolo marginale.

### La prima crociata (1096-1099)
Nel 1095 l'imperatore bizantino Alessio I Comneno invia al papa Urbano II, riunito in sinodo a Piacenza, dei messi per chiedere aiuto all'Occidente.
Il 26 novembre 1095, davanti al Concilio di Clermont-Ferrand in Francia, il Romano Pontefice dichiara la crociata, la guerra santa cristiana per riprendere il controllo di Gerusalemme e dei Luoghi santi. La tradizione mette erroneamente al centro dell'attenzione il motto del prete Pietro l'eremita (che ebbe un ruolo assai marginale, e comunque solo propagandistico nell'impresa) e il suo grido "Dio lo vuole" (Deus le volt) ma è indubbio che una massa di cavalieri cadetti, popolani e persone in cerca di fortuna, avventura e benedizione divina, si mosse in armi alla volta della Palestina islamica.

Non ci arrivò mai.

Nel 1096 la torma disorganizzata, sollecitata dalle prediche del religioso Pietro d'Amiens, noto anche come Pietro l'eremita, parte per la Terrasanta mentre la vera crociata si sta ancora allestendo. Questa gente, che confonde Praga con Gerusalemme, si disperde di fronte all'assalto dei Bulgari (ancora non cristiani) e dopo uno scontro catastrofico sotto le mura di Nicea, Pietro l'eremita torna in Occidente con pochi superstiti.
La vera crociata parte qualche tempo dopo. La Prima Crociata è formata da alcuni nobili come Roberto di Normandia per i Normanni di Francia, Baldovino di Fiandra per i Lorenesi, Roberto II di Fiandra per i Fiamminghi, Raimondo di Tolosa per gli Aquitani e i Provenzali, e Boemondo e Tancredi di Taranto per i Normanni di Puglia e Sicilia, con il vescovo di Puy Adhemar come Legato Pontificio e nominale capo dell'impresa. Non partecipano invece il re di Francia e l'Imperatore, se non altro perché in quel momento scomunicati.
Le forze crociate - scortate precauzionalmente dalla polizia militare bizantina, costituita da Peceneghi, marciano in direzione di Costantinopoli, da cui (una volta prestato all'Imperatore bizantino giuramento di fedeltà feudale, con la sola eccezione di Boemondo, e dopo essere stati rifocillati e riforniti adeguatamente) vengono traghettati a Nicea, che cade dopo un breve assedio.
Dopo Nicea, le forze crociate penetrano sempre più profondamente nel Sultanato Selgiuchide battendo i Turchi presso Dorileo (1097) e quindi assediando la città siriana di Antiochia. Qui, presa dopo 7 difficili mesi di assedio, viene rinvenuta la leggendaria lancia di Longino che ferì il costato di Gesù e la città cade in mano crociata. Poi gli assedianti divengono assediati perché sono arrivate le forze ausiliarie turche di Mosul. Vinti anche questi nemici, l'avanzata crociata è pressoché tranquilla fino a Gerusalemme, che dopo cinque settimane d'assedio cade. Il 15 luglio 1099 Gerusalemme cade in mano crociata, con grande macello. I crociati, a 3 anni dalla loro partenza, si raccolgono in preghiera davanti al Santo Sepolcro di Cristo.
Nei territori strappati alla dominazione ayyubide e fatimide si insedia Goffredo di Buglione con il Regno di Gerusalemme, prendendo però solo il titolo di "difensore del S. Sepolcro". Suo fratello Baldovino, che gli succederà nel 1100, assumerà il titolo di "Re". L'"Assise di Gerusalemme" è lo Statuto feudale di queste terre.

### La seconda crociata (1147-1149)
Tra il 1147 ed il 1149 l'imperatore Corrado III e il re di Francia Luigi VII incitati da San Bernardo di Chiaravalle danno inizio alla Seconda Crociata. Però, il Re di Francia va alla Crociata con quello di Sicilia,

### La terza crociata (1187-1191)
Nel 1187 il comandante curdo Salah al-Din (noto agli occidentali come Saladino) - ormai sultano di Siria ed Egitto - sbaragliò le forze del Regno di Gerusalemme ad Hattin. Il 21 ottobre 1187 poi Saladino entrò in Gerusalemme rispettando i luoghi di culto ebraici e cristiani.
A questo punto, è proclamata la Terza crociata. Si mettono in marcia i tre sovrani più potenti d'Europa. Federico Barbarossa, Sacro e Romano Imperatore Germanico, Filippo II Augusto, re di Francia, e Riccardo Cuor di Leone re d'Inghilterra. La crociata inizia nel 1189 e finisce nel 1192. Nel 1190 ad Iconio (Konya) Federico I Barbarossa vince i Selgiuchidi (ai quali non importava niente della crociata, ma che stando in mezzo erano sempre tratti in ballo) e però muore facendosi il bagno in un fiume dell'Anatolia. L'esercito tedesco, in parte si ritira, in parte marcia su San Giovanni d'Acri-Giaffa (1191). Giaffa cade in mano crociata in quello stesso anno con l'arrivo di Riccardo I Cuor di Leone e di Filippo Augusto, che avevano passato qualche anno a Cipro per prepararsi.
Si narra un episodio, che vede il Cuor di Leone ammalato nel suo campo, il quale riceve doni dal Saladino. In occasione di una malattia del Saladino, il re inglese ricambierà il gesto. Questi atti di cortesia dimostrano la reciproca stima fra i comandanti cristiani e musulmani, fatto che poté portare alla pace, con cui i Fatimidi concessero Tiro e Giaffa ai Crociati, e si ripromisero di concedere libero pellegrinaggio ai pellegrini in Terrasanta. Cipro divenne feudo di Guido da Lusignano. Così fini la Terza crociata.

### La crociata di Enrico IV (1197)
Nel 1197 l'imperatore Enrico IV proclamò una crociata, che però a causa dell'improvvisa morte del sovrano si risolse con l'annessione di un piccolo territorio dirimpetto ad Antiochia.

### La quarta crociata (1204)

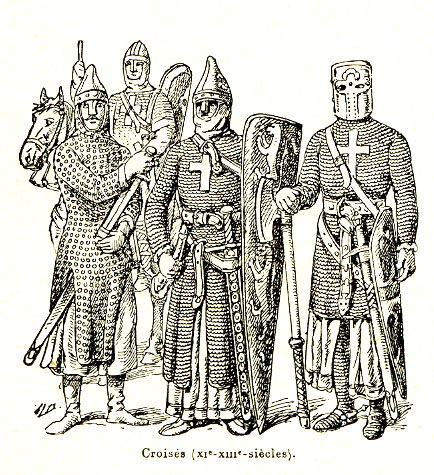
Crociati

La Quarta Crociata è proclamata da papa Innocenzo III, lo stesso papa che da Vicario di Pietro (Vicarium Petri) si proclama Vicario di Cristo (Vicarium Christi ). Dura dal 1202 al 1204. Aderiscono tra i molti Bonifacio di Monferrato e Baldovino di Fiandra.
Messo assieme un esercito, i capi crociati si accorgono che per andare in Terrasanta serve una flotta. La flotta la dà Venezia, che però pretende di essere pagata per il servizio. I crociati mettono assieme solo metà del compenso richiesto ma la magnanimità del Doge Enrico Dandolo non ha confini: non pagassero, ma aiutassero le forze veneziane a riprendere la città dalmata di Zara, che gli ungheresi avevano sottratto alla Repubblica. I crociati accettano, ed occupano saccheggiando la città per conto dei veneziani: il Papa richiama tutti all'ordine e gli impone di andare subito in Egitto. Tutti sono pronti per partire, quando ecco arrivano i messi dello spodestato Alessio Angelo, ex-imperatore bizantino, che chiede ai crociati se per cortesia possono fare una piccola deviazione fino a Costantinopoli per rimettere sul trono lui. In cambio promette enormi quantità di oro e di varie preziosità (che non aveva), il suo aiuto alla Crociata, vantaggi commerciali ai veneziani e la riunificazione della Chiesa greca con quella latina (potere che lui non aveva). Subito tutti, i veneziani, il Papa e i crociati approvano e si apprestano a muoversi verso la città sul Bosforo. Qui, nel 1203 Alessio IV Angelo può rientrare sulla punta delle lance crociate, come si direbbe in questi casi. Ma non può dare ciò che ha promesso, perché i soldi mancano, i mercanti greci si oppongono a nuovi privilegi ai veneziani, l'esercito non c'è più e soprattutto il Patriarca costantinopolitano si oppone strenuamente alla riunificazione delle Chiese. A questo punto, i crociati si adirano e volgono di nuovo le armi verso il mar di Marmara. Nel 1204 Costantinopoli è di nuovo sotto assedio, cade perché è sguarnita e viene abbandonata al saccheggio crociato. Da lì arrivano in Occidente i 4 cavalli bronzei che adornano la facciata di S. Marco a Venezia, il Mandilion, l'effigie della Madonna di S. Luca conservata a Roma, e tante altre icone, statue e soprattutto reliquie. L'Europa è invasa di reliquie, per lo più false, di provenienza bizantina. L'Impero bizantino è diviso in Impero Latino, Impero di Trebisonda, Ducato d'Atene e d'Acaia, e le città costiere più strategiche sono divise tra le Repubbliche Marinare. Numerosi signorotti cadetti hanno un feudo in Oriente. I turchi e gli arabi rimasero letteralmente attoniti, mentre Gerusalemme poteva aspettare.

### La crociata dei fanciulli (1212)
Alle cronache del 1212 va ascritta la crociata dei fanciulli: migliaia di giovani si radunano a Marsiglia e vengono imbarcati da mercanti senza molto scrupolo i quali invece che in Terrasanta li portano ad Alessandria d'Egitto per venderli come schiavi.

### La crociata in Egitto (1217)
Nel 1217 il Pontefice incita l'imperatore Federico II di Svevia a partire per il Santo Sepolcro. Costui, però, trattenuto dalle vicissitudini italiche e germaniche, posticipa sempre. Quindi, stufi di aspettare, partono per l'Oriente Andrea II d'Ungheria e Leopoldo VII d'Austria, con appresso il Conte di Brienne che sarebbe il Re di Gerusalemme. Le pesanti sconfitte subite in Egitto persuadono i due monarchi a tornare in patria.

### La quinta crociata (1228)
Alla fine, Federico II di Svevia non può più posticipare la crociata: già scomunicato più volte, deve redimersi agli occhi del Papa. Inizia così, dopo 24 anni dall'ultima crociata e dopo 125 anni dalla Prima, la Quinta Crociata. Nel 1228 Federico parte per la Terrasanta. Sbarca a San Giovanni d'Acri-Giaffa e poi si accorda con il sultano ayyubide al-Malik al-Kāmil il quale fu colpito dal fatto che il poliglotta Federico, cresciuto alla corte di Palermo, gli parlasse in arabo, e nel quadro piuttosto agitato interno che caratterizzava la situazione ayyubide, preferì giungere ad un accordo con l'Imperatore cristiano, cedendogli il controllo di Gerusalemme, Betlemme e Nazaret, pur a determinate condizioni. Federico si incorona re di Gerusalemme in quanto marito della figlia del Conte di Brienne, legittimo sovrano. Finisce senza grosse battaglie la Quinta Crociata, durata solo un anno (1228-1229).
Nel 1244 Gerusalemme ricade in mano musulmana. La Terrasanta non sarebbe più tornata in mano crociata.

### La sesta crociata (1248-1254)
La Sesta Crociata inizia 4 anni dopo la presa di Gerusalemme da parte dei musulmani. Luigi IX il re santo di Francia nel 1248 muove verso l'Egitto mamelucco. Nel 1249 sbarca e sconfigge a Damietta i musulmani. Viene però battuto da questi ultimi a Manṣūra e fatto prigioniero. Viene liberato dietro pagamento di un grosso riscatto e sgombera l'Egitto. Il re francese fa un breve salto a San Giovanni d'Acri, che era caposaldo cristiano dai tempi di Riccardo I Cuor di Leone. Fortificata adeguatamente la città, ritorna in Francia nel 1254.

### La settima crociata (1254-1271)
La Settima ed ultima Crociata è sempre organizzata da Luigi IX, che nel 1270 sbarca in Tunisia ottenendo vari successi come la presa di Tunisi, ma dovendo ritirarsi a causa di una pestilenza. Il tributo del governante tunisino va perduto a causa di una tempesta che sconquassa il Canale di Sicilia. Muore anche il Re francese. Carlo d'Angiò riporta in patria l'esercito. È il 1271. Sono passati 175 anni da quando Urbano II a Clermont indisse la Prima Crociata. Nessuno più tenterà di riconquistare il Santo Sepolcro alla Cristianità.

### La caduta di San Giovanni d'Acri (1291)
Nel 1291 S. Giovanni d'Acri, ultimo caposaldo cristiano in Palestina, cade alle forze musulmane. Tiro, Sidone, Beirut e Tortosa vengono sgomberate dai crociati. Cipro resta ai Conti di Lusignano fino al 1498; Rodi rimane dominazione dei Cavalieri di S. Giovanni fino al 1523.

### Gli ordini militari crociati

Croce Templare

Scudo Teutonico

Scudo degli Ospitalieri

Possono essere considerati residui delle Crociate i seguenti ordini militari: 
- l'Ordine Sovrano dei Cavalieri del Santo Sepolcro o Templari, sorto nel 1120 per ispirazione di alcuni cavalieri francesi come corpo difensivo del Sepolcro, trasferitosi poi in Europa dove divenne una forza economica e politica pesantissima (vedasi la fortezza-convento templare di Tomar in Portogallo), l'Ordine fu sciolto nel 1312 per volontà del re di Francia Filippo IV Il Bello, che voleva metter le mani sul tesoro templare, su editto del Concilio di Vienne. La loro divisa era un mantello bianco con una croce rossa;
- l'Ordine Sovrano dei Cavalieri Teutonici, divenuto Ordine nel 1198 che ebbe come base San Giovanni d'Acri e come scopo la cura dei malati: la divisa era un mantello bianco con sopra una croce nera. Nel 1291 il Gran Maestro andò a Venezia, mentre i Cavalieri si stanziarono temporaneamente in Transilvania, ospiti del Re d'Ungheria. Dal 1309 il Gran Maestro ed i Cavalieri trovarono posto in Prussia, a Marienburg. L'Ordine, decadendo, alla fine vide i suoi territori annessi ai Paesi Baltici.
- l'Ordine Sovrano dei Cavalieri di S. Giovanni o Ospedalieri, nato nel 1113 come Confraternita dell'ospedale di Gerusalemme (per la cura dei malati ma soprattutto per l'accoglienza dei pellegrini) e costituitosi Ordine nel 1120. La divisa era mantello nero con croce bianca. Dal 1291 l'Ordine fu mandato a Cipro, da dove nel 1309 si spostò a Rodi, e di cui nel 1530 a Malta, dove rimasero fino alla distruzione dell'Ordine, nel 1798, quando Malta divenne possesso britannico.

## I Turchi
I Turchi sono un popolo proveniente dall'Asia Centrale, come i Mongoli. Si dividono in varie famiglie e rami e migrarono sotto l'incalzare delle invasioni mongole verso Occidente attorno al XII-XIII secolo.
Nel 1243 i Turchi Ottomani sono in Asia Minore. Come già detto, anche l'Egitto diviene turco. Gli occupanti in breve si convertono all'Islam, pur rimanendo invasori non graditi dalle popolazioni arabe. 
Nel 1301 Osman I si proclama sultano, e tra il 1326 ed il 1337 il suo successore Orkhan estende il proprio potere su tutta la Bitinia e l'Anatolia meridionale (battaglie di Brussa 1326 e Nicomedia 1337).
Il vicino impero bizantino, profondamente decaduto chiama i Turchi come guardie e come soldati, fino a concedergli, in una mossa che gli sarà fatale, l'appalto della fortezza di Gallipoli, a sud di Costantinopoli sul Mar di Marmara. I Turchi così entrano in Europa.
Solo pochi anni e, dal 1359 al 1389, Murad I si impadronisce della Grecia, impoverita dall'abbandono generale, e occupa Adrianopoli (1361). La città di Adrianopoli, tra Tracia e odierna Bulgaria, aveva sempre rappresentato la "porta" per Costantinopoli. Le forze bizantine dei tempi d'oro vi avevano fermato i Goti e gli Slavi, e la sua perdita significava aprire ai Turchi la strada per Costantinopoli. Un appello dell'Imperatore bizantino all'Occidente cristiano si risolse con l'arrivo di pochi volontari spagnoli ed emiliani.
Tra il 1389 ed il 1402 intanto Bayazid II "la Folgore" si impadronisce della Bosnia (1393), dopo aver sconfitto i serbi nella battaglia del Kosovo (1389), e della Bulgaria, soggiogando i bellicosi popoli serbi e slavi dei Balcani. Nel 1396 vi è un altro scontro a Nicopoli.
Ma nel 1402 il sultano deve fare un salto nei suoi possedimenti d'Anatolia, dove è arrivato Tamerlano con i suoi Turco-Mongoli. Da Samarcanda nel 1360 egli mosse sulla Persia, sulla Mesopotamia e dilagano in Anatolia. Costantinopoli trema, mentre l'ambizioso sultano ottomano marcia verso il cuore dell'Anatolia, dove hanno il campo i Mongoli. Lo scontro, svoltosi ad Ankara, sarà una sonora sconfitta per i Turchi, ed i Mongoli avrebbero potuto proseguire la loro marcia vittoriosa, sennonché il loro capo volle tornare a Samarcanda dove morì l'anno dopo. E i Mongoli rifluirono come sempre avevano fatto dalle ricche terre che avevano razziato verso la loro misera steppa. 
La disastrosa sconfitta di Ankara non fermò però l'espansionismo turco, che riprese sotto la guida di Mehmet I (1413-1421) e Murat I (1421-1451). A Murat succede Mehmet II. Nei Balcani si ottiene la vittoria di Varna (1444).
Mehmet II regna dal 1451 al 1481, e nel suo secondo anno di regno mette a segno un grande colpo: occupa Costantinopoli (1453). 
La capitale dell'Impero Romano d'Oriente, poi Bizantino, fondata da Costantino il Grande nel 329 su sette colli e sulle rive del Bosforo e del Corno d'Oro, a cavallo fra Europa ed Asia, e dedicata alla Madonna, cadeva dopo un assedio di varie settimane. Le truppe d'élite turche, i giannizzeri, che altro non erano che non-turchi, rapiti e convertiti all'Islam, avevano stretto in una morsa la gloriosa città, che aveva opposto una resistenza dall'alto delle mura di Giustiniano, completamente inadatta a resistere ad un assedio con armi da fuoco. I turchi infatti furono il primo popolo musulmano ad utilizzare armi da fuoco.
L'impero bizantino finiva, il sultano poneva la sua capitale nella ex capitale bizantina, Costantinopoli, e scacciava il patriarca ortodosso da Santa Sofia per instaurarvi una moschea, l'Hagia Sofia. Solo nel 1929 Atatürk decise di chiudere la moschea destinando l'interno dell'Hagia Sofia a scopi museali. Nel frattempo, migliaia di eruditi e pensatori greci e bizantini si riversano in Occidente, per sfuggire alla dominazione musulmana. Anche gli albanesi di Calabria traggono origine dall'invasione turca del loro paese: difatti quando i Turchi entrarono in Durazzo, alcuni albanesi si radunarono attorno ad un Principe locale e partirono alla volta dell'Italia. 
Ma Mehmet II non si limitò a questo: uno dei relitti dell'impero bizantino era l'impero di Trebisonda, con capitale Trebisonda, appunto, sul Mar Nero. Nel 1461 anche Trebisonda cadde in mano musulmana.
L'impero ottomano continuava a lievitare incessantemente: e raggiunse uno dei suoi picchi di splendore sotto la guida di Solimano II il Grande o Solimano il Magnifico, che si alleò con il re di Francia Francesco II per dare filo da torcere a Carlo V. Solimano prendeva, nel 1520, possesso della Grecia, dei Balcani fino all'Ungheria, di tutta l'Anatolia, e dei territori di Siria, Palestina, Egitto e della fascia costiera dell'Arabia con La Mecca e Medina che erano stati occupati tra il 1512 ed il 1520 da Selim I. Lui occupava fino al 1521 Libia, Tunisia, Algeria, mentre sbaragliava i serbi a Belgrado nel 1521, e i Cavalieri di San Giovanni a Rodi nel 1522-1523.
L'Umma era ricostituita stabilmente. Restavano, dell'antico Impero arabo al massimo splendore, solo l'Iran, che dal 1500 si era costituito in impero persiano di religione sciita, rimanendo tale fino al 1722, e l'entroterra arabo, che riconosceva la sovranità ottomana purché lasciasse in pace i nomadi che vi abitavano.
Gli effimeri califfi egiziani detenevano il mero titolo, che passerà ai sultani ottomani di Istanbul. 
La capitale califfale, in soli 9 secoli di storia, era passata da Medina a Kufa, da Kufa a Damasco, e di qui ad Harran, poi di nuovo a Damasco e poi a Baghdad; a Cordova c'era un'anticaliffato, mentre il califfato di Baghdad migrò sotto i colpi mongoli al Cairo, da dove infine ad Istanbul. Questi spostamenti mostrano l'instabilità che regnò nei domini arabi fino all'avvento ottomano, che garantì agli arabi indigeni almeno 6 secoli di quiete.
Intanto, Solimano avanza nei Balcani e nel 1526 sconfigge gli Ungheresi cattolici a Moachs. Il Regno di Ungheria viene annesso nell'orbita degli Asburgo d'Austria, che dalla fortezza di Buda fronteggiano la fortezza ottomana di Pest Solo il Danubio li separa. 
Solo tre anni dopo Mohacs, con l'appoggio del Re di Francia che aizzava le lotte fra protestanti e cattolici in Germania e occupava le forze asburgiche altrove, le armate ottomane avanzano in Austria e Ungheria fino ad arrivare alle porte della capitale austriaca e asburgici, Vienna. Vienna assume il ruolo che era stato di Costantinopoli, caposaldo cristiano contro gli invasori islamici.
Il primo assedio di Vienna del 1529 è sventato in extremis. Alla fine i Turchi vennero, nonostante la forte resistenza dei monarchi europei nel fornire un esercito a Carlo V, battuti lo stesso, e Vienna fu salva. Fu firmata una pace nel 1533 che garantiva i confine dell'indomani di Mohacs.
Il lungo regno di Solimano registrò pure la battaglia di Baghdad (1536) con la presa della grande città mesopotamica e lo stabilimento dei confini con l'Iran Sciita, che in pratica uscì politicamente dalla Umma.
Nel frattempo l'Algeria era entrata nel dominio turco già dal 1529, mentre la Tunisia sarà soggiogata benevolmente solo nel 1574; la Tripolitania e la Cirenaica dal 1551 al 1911 saranno provincia ottomana; l'Ungheria solo nel 1541 sarà provincia ottomana, ma si espandono le dominazioni turche nel Canato di Crimea (annesso nella parte costiera già nel 1475). Con la battaglia di Cialdirin attorno al 1534 tutta la Mesopotamia, il Caucaso e parte di Iran sono vassalli ottomani.
Trent'anni dopo, con la battaglia di Seghedino nel 1566 l'Ungheria, che era rimasta un brandello di territorio tra Austria e Balcani turchi, deve capitolare di fronte alla potenza ottomana. Per evitare di sconquassare ulteriormente l'Austria, l'imperatore Massimiliano d'Asburgo firma con il Sultano (Solimano era morto nel 1566) la Pace di Adrianopoli (1568), con cui l'Austria si impegna a pagare un tributo annuo.
Nel 1570, dopo l'attacco della flotta ottomana alle isole veneziane di Corfù e Cefalonia, papa Pio V indice la Santa Lega, riunendo sotto l'egemonia spagnola vari stati. Il comandante in capo della Lega è Don Giovanni d'Austria. Per Genova c'è Gianandrea Doria, per Venezia Antonio Venier e per lo Stato Pontificio (che, non essendo una grande potenza marittima, univa le sue forze ad altri staterelli italiani) Marcantonio Colonna, duca di Marino e Paliano.
La flotta della Lega si riunì a Messina, e di lì arrivò a Corfù, donde la flotta ottomana, retta essenzialmente dal governatore d'Algeri, il rinnegato calabrese Ulug Alì (più noto come Occhialì), e dal vizir, si ritirò verso Patrasso, vicino a Corinto, dove era una potente base navale. A Lepanto (Naupaktos) però la flotta ottomana, raggiunta, dovette dare battaglia. Lo scontro durò un'intera giornata e fu cruento; si narrano diversi aneddoti, come il fatto che don Giovanni d'Austria ballasse sul ponte della nave ammiraglia spagnola per allietare i militari, o che al Visir andò di traverso un osso del pollo che stava mangiando poco prima dell'inizio dello scontro. La battaglia venne contraddistinta dai due vessili: l'ammiraglia pontificia issava il vessillo con la scritta "In hoc signo vinces", mentre l'ammiraglia ottomana si fregiava di una bandiera con scritto 99 volte il nome di Allah.
Alla fine, i due terzi della flotta ottomana furono distrutti e solo Ulug Alì rientrò con la flotta integra a Costantinopoli. I cristiani vinsero nettamente, e la Battaglia di Lepanto del 7 ottobre 1571 si risolse in una vittoria cristiana. Il 7 ottobre il pontefice Pio V istituì la festa della Madonna del Rosario, che gli apparve in sogno annunciandogli la vittoria nello scontro navale, largamente rappresentato nelle decorazioni dei palazzi nobiliari dell'Urbe.

## Il lungo declino degli Ottomani
La potenza ottomana era in declino, fatto confermato dalla guerra che fra il 1593 ed il 1606 il Sultano combatte contro l'Austria. Nel 1606 il grande impero ottomano dovette accondiscendere ad una pace con l'Austria, firmata a Zsitvarosk. 
A seguito della sconfitta le città di Baghdad e Mosul si ribellano, con altre province dell'impero, e scoppiano intrighi di palazzo. Quando alla Sublime Porta, appellativo della capitale dell'Impero ottomano, sale al potere Murad IV, tra il 1623 ed il 1640, la situazione si placa; le rivolte vengono straordinariamente sedate con violenza, nel 1639 viene stabilito il confine con la Persia, che resterà tale fino al 1918. 
Intanto, la ventennale guerra veneto-ottomana per Creta (1645-1669) scuote l'impero, che viene però riunificato dal visir Mehmet Küprülü, originario dell'Albania.
L'impero sembrava essere tornato potente, tuttavia durante la Prima guerra turca contro l'Austria, tra il 1663 ed il 1664, le forze turche furono pesantemente sconfitte nella Battaglia di San Gottardo ad opera degli imperiali guidati da Raimondo Montecuccoli, e solo lo sciogliersi della coalizione spinse l'imperatore Leopoldo I ad accettare la tregua di Vasvár, con condizioni più che miti per lo sconfitto e che comunque conservavano lo status quo ante. Restò comunque il fatto che, finché fu vivo Montecuccoli, i Turchi non osarono più attaccare l'Impero dell'Austria.
Dopo la rivolta dell'Ungheria austriaca tra il 1669 ed il 1671, i turchi si sentono in dovere di intervenire con la Seconda grande guerra turca contro l'Austria (1683-1692). Il gran vizir Kara Mustafa avanza fino alle porte della capitale Vienna, che ripiomba nell'incubo di 190 anni prima, con il secondo assedio turco di Vienna. Un corpo di spedizione soprattutto polacco (il re Giovanni Sobieski) interviene liberando la città dai turchi, e assieme a Carlo V di Lorena sbaragliando gli occupanti al Kalhemberg. A questo punto, inizia il tracollo ottomano. Nel 1684 viene istituita la Santa Alleanza tra Austria, Polonia, Venezia e dal 1686 Russia, con le benedizioni di papa Innocenzo IX. L'avanzata ha inizio: nel 1688 cade Belgrado e nel 1697 l'Ungheria, la Morea è veneziana nel 1685. 
Nel 1687 la Dieta di Presburgo sancisce che l'Ungheria totalmente cristiana sarà appannaggio degli imperatori austriaci; nel 1691 gli asburgici sbaragliano le forze ottomane a Nissa, in pieni Balcani, mentre i popoli cristiani della Penisola si ribellano all'egemonia turca. Nel 1696 lo zar di Russia Pietro I entra trionfante ad Azov, e nel 1697 dopo la vittoria di Zenta, Eugenio di Savoia può portare trionfalmente i vessilli asburgici in Sarajevo. Alla fine l'Impero ottomano, stremato, firma la devastante Pace di Carlowitz (1699): fine degli assalti ottomani all'Europa, crollo del senso di superiorità dei turchi.
Solo nel 1715 gli ottomani rientrano in possesso della Morea, fallendo però un tentativo di riscatto con la Terza guerra turca contro l'Austria: Eugenio di Savoia vince a Petervaradino e Temesvar (oggi Timișoara), entrando in Belgrado. Nel 1718 la Pace di Passarowitz sancisce un'altra sconfitta bruciante per la Sublime porta.
Poiché i Turchi non demordono, nel 1737-1739 la Quarta guerra turca apporta una leggera vittoria contro l'Austria, segnata dalla Pace di Belgrado (1739). A partire da questa data il confine balcanico tra austriaci e ottomani, rimarrà pressoché invariato fino alla fine del XIX secolo. La popolazione di questa area, seppur omogenea da un punto di vista etnico, diventerà sempre più radicalmente frammentata dal punto di vista religioso tra cattolici, ortodossi e musulmani. Questa miscela creerà diverse crisi che si protrarranno fino ai giorni nostri.
Intanto, il riflettore dai Balcani si sposta bruscamente in Africa. La Rivoluzione francese ha fatto emergere vari personaggi, tra cui Napoleone Bonaparte. Bonaparte, vincitore a Tolone e difensore della Repubblica per le vie di Parigi, eletto Primo Console tra il 1798 ed il 1801 si cimenta nella guerra d'Egitto, per colpire indirettamente gli interessi britannici. 
Bonaparte salpa da Marsiglia con 33 navi da guerra, 232 navi da trasporto che caricano 2000 cannoni, 32.300 soldati e 175 ingegneri e scienziati. Occupata l'isola di Malta, base britannica ex-possesso dell'Ordine Ospedaliero, sbarca ad Alessandria d'Egitto. 
L'esercito dei mamelucchi, vassalli dei loro conquistatori ottomani fin dal XVI secolo, viene battuto alle Piramidi da Napoleone Bonaparte, che entra al Cairo.
Nel frattempo dall'isola d'Elba arriva il commodoro Horatio Nelson, che al comando della sua flotta britannica sbaraglia nella baia di Abukir la flotta francese. Il generale Bonaparte è tagliato fuori dall'Europa, poiché il Mediterraneo ricade sotto il dominio inglese. La spedizione contro la Palestina fallisce, di fronte alla strenua difesa turca di San Giovanni d'Acri (1799). Ad Abukir, frattanto, sulla terraferma i francesi sconfiggono i turchi. Nel 1802 i francesi si ritirano definitivamente dall'Egitto.
Il più importante risultato della spedizione in Egitto è lo sviluppo dell'egittologia. Nascono i musei egizi di Torino, del Louvre e del Vaticano, manufatti egizi dilagano in Russia, a Londra e negli Usa, e nel 1822, dopo la scoperta della stele di Rosetta (stele in greco, aramaico e geroglifico), lo studioso francese Champollion decifra i geroglifici.
Ma l'Egitto non tornerà al potere di Selim I, bensì alla dominazione di Mehmet Ali (1769-1846). Mehmet Ali nel 1811, dopo aver piegato i Mamelucchi, dà il via a riforme agrarie e fiscali. Tra il 1820 ed il 1822 la Nubia viene soggiogata dall'Egitto, occupazione siglata con la fondazione di Khartum nel 1823. Seguiamo le vicende egiziane.
Tra il 1859 ed il 1869 si dà il via alle operazioni di costruzione del Canale di Suez. Un successore di Mehmet Ali, Ismail Pascià, tra 1863 e 1875 si dà all'operazione di conquista del Darfur. Nel frattempo, vende le azioni del Canale di Suez agli inglesi (1879). L'ombra lunga di Londra si stende sulla terra dei Faraoni. Nel 1881 ad Alessandria la popolazione si ribella alla presenza inglese, e la città viene presidiata dalle forze di Sua Maestà Britannica. Nel 1882 l'Egitto diviene Protettorato Britannico.
Il Sudan orientale nel frattempo è scampato all'occupazione egiziana e al protettorato britannico, e fra 1881 e 1883 i seguaci del Mahdi si ribellano occupando Khartum, dove il governatore anglo-egiziano resiste fino al 1888, quando arrivano i rinforzi britannici. Nel 1898 ad Omdurman i britannici sbaragliano i Mahdisti, e nel 1899 viene proclamato il condominio anglo-egiziano sul Sudan. Il Sudan diviene Sudan anglo-egiziano.
Frattanto i Balcani esplodono. Nel 1804-1812, la Serbia si ribella per la prima volta, soffocata dalle milizie ottomane. Tra il 1815-1817 la seconda insurrezione riesce, e la Serbia, destreggiandosi abilmente tra Austria, Russia e Turchia, ottiene il riconoscimento di moderata indipendenza dai turchi.
Anche la Grecia vuole staccarsi dalla dominazione musulmana, e nel 1820 si dà vita alla Lotta di Liberazione Greca (1821-1829). La Moldavia e la Vallachia, stati balcanici che volevano ribellarsi alla dominazione ottomana, vengono riportate all'ordine (battaglia di Dragastani, 1821), mentre Istanbul incontra difficoltà in Grecia. 
Nel 1822 il Congresso di Epidauro sancisce l'Indipendenza greca, anche se i turchi assaltano ferocemente Chio anche grazie alla flotta egiziana, che assieme alle forze ottomane prende Missolungi (1826) e Sfacteria. Numerosi sono i "filelleni", gli intellettuali europei che lottano per l'Indipendenza greca. Intanto, Atene cade. L'Austria disapprova il movimento greco, mentre la Russia ne è contenta, e tra il 1828-1829 si scontrerà con l'Impero ottomano nella guerra russo-turca. Nel 1827 intanto col patto di Londra Francia, Gran Bretagna e Russia decidono di soccorrere i greci ed inviano una flotta che nella baia di Navarino sbaraglia la flotta egizio-turca. Nel 1829 l'intervento prussiano farà firmare la Pace di Adrianopoli, con cui Russia e neonata Grecia sono soddisfatte. Nel 1830 la Grecia è ufficialmente stato pienamente sovrano.
In Asia Minore nel contempo tra il 1830 ed il 1839 il Sultano Mahmud II assoggetta una dinastia ribelle, i Dere-Bay.
L'Arabia era rimasta, dopo aver dato al Vicino e al Medio Oriente una religione, confinata in un cantuccio, tra le sue diatribe tribali. Ora il figlio di Mehmet Ali, Ibrahim Pascià, entra a Mecca e Medina lottando (1813-1815) contro lo strapotere della corrente integralista islamica dei Wahhabiti. Nel 1820 entra trionfante nella capitale wahhabita, Riad. Fino al 1902 il sultanato wahhabita di Riyad resterà vassallo ottomano. Poi, i Sa'ud si daranno all'espansione nella Penisola arabica.
Mehmet Ali diventa minaccioso, per la Sublime porta. Dall'Egitto già si è spinto in Arabia, e nel 1831 vince a Konya, in Siria, sulle forze ottomane. È il riscatto delle popolazioni arabe indigene, di cui l'Ali si fa paladino. Nel 1833 in base al trattato di Kutanya la Siria è egiziana. Nel 1839 Costantinopoli si indispone ulteriormente nei confronti degli egiziani che mirano con la battaglia di Nusayabin al possesso della Penisola Anatolica. Scoppia così la Questione d'Oriente (1839-1841). Una convenzione anglo-franco-prussiana invita la Francia a non sostenere il Pascià d'Egitto e sancisce il ritorno della Siria e della Palestina al dominio di Istanbul. Nel 1841 inoltre il Trattato del Dardanelli impone la chiusura degli stretti (Bosforo ed Ellesponto) al traffico russo.
Nel 1853-1856 frattanto, il già indebolito impero ottomano affronta la Guerra di Crimea. Tutta la questione parte da una diatriba sui monaci ortodossi a Gerusalemme e sulla richiesta dello Zar Nicola alla Sublime Porta di ottenere il patrocinio su tutti i cristiani dell'impero ottomano. La Sublime Porta, ispirata da Londra, rifiuta, e nell'ottobre 1853 i russi invadono i principati danubiani, vassalli ottomani. In breve accanto alla Turchia si schierano Francia, Gran Bretagna, e Regno di Sardegna (dal 1855). Lo scontro, dopo l'occupazione austriaca dei principati danubiani, si sposta in Crimea, dove nel settembre 1854 gli anglo-francesi assediano Sebastopoli. I piemontesi vincono sulla Cernaia i russi, mentre Tolstoj narra l'assedio, duro, che viene raffigurato anche da fotografie. Alla fine, i russi vengono battuti e nel 1856 la Conferenza di Parigi sancisce la perdita russa del Delta del Danubio; la neutralizzazione del Mar Nero ed altre garanzie per i cristiani sotto sovranità turca.
Passano 20 anni, e tra il 1875 ed il 1878 si consuma la crisi balcanica, che era già iniziata nel 1871 con la Conferenza di Londra, che sanciva che la Russia poteva far passare per gli Stretti (Bosforo ed Ellesponto) ottomani i propri navigli. Tra il 1875 ed il 1876 le tensioni in Serbia aumentano, e tra il 1877 ed il 1878 la Russia dà avvio ad una guerra russo-turca. La Russia dello Zar Nicola voleva essere la patrona di tutti gli slavi (fenomeno del panslavismo). Le forze russe occupano il forte di Plevna in Bulgaria, occupando la Rumelia dopo aver lottato per il possesso del passo di Sipka. L'avanzata russa sulla capitale e nel Caucaso inclina la Sublime Porta a firmare la Pace di Santo Stefano (marzo 1878). Le rimostranze austriache però portano Bismarck, l'"onesto sensale", a far concludere il Congresso di Berlino del 1878 con il riconoscimento della piena sovranità della Serbia, della Romania e della Bosnia. La Bulgaria è un vassallo ottomano, che cede la Macedonia all'Impero turco. La Rumelia diviene uno Stato sovrano indipendente. La pace lascia tutti scontenti.
Il 1875 è l'anno che vede l'impero ottomano in bancarotta. I provvedimenti di riforme militari (1826) e giuridico-amministrative (1860 circa) non trovano attuazione, perché i consolati europei spadroneggiano. Nel 1881 si è costretti a indire un'amministrazione internazionale del debito pubblico ottomano. 
Nel 1876, accanto allo sfacelo economico, l'influenza europea ha portato anche alla promulgazione della "Legge fondamentale dello Stato", carta costituzionale che sancisce l'equiparazione delle religioni e delle nazioni. La carta sarà abolita dal dispotico Abdul Hamid (1876-1909). 
Tra il 1890 ed il 1897 intanto, le forze turche si macchiano degli eccidi di armeni in Anatolia ed Armenia, che screditano ulteriormente il governo turco. Nel 1895 un piano di spartizione dell'impero, di provenienza britannica, viene nettamente rifiutato dalla Germania, la quale per ringraziamento si fa concedere le concessioni per la costruzione delle ferrovie del Hiǧāz, della ferrovia dell'Anatolia e di quella per Baghdad. A Costantinopoli fa anche tappa l'Orient Express. 
Tra il 1896 ed il 1897, la guerra greco turca per Creta si conclude con una vittoria turca. Così si chiude a livello militare il XIX secolo.
Frattanto, nel 1905 circa diverse società che si oppongono al regime del sultanato si uniscono. Una guida è Mustafa Kemal (Atatürk), che fonda l'associazione dei Giovani Turchi. I Giovani Turchi nel 1908 si ribellano a Salonicco, e ottengono la deposizione del Sultano e la rimessa in vigore della costituzione. 
Tra il 1911 ed il 1913, e poi fino al 1918, i Giovani Turchi spadroneggiano. Nel 1913 l'esercito turco è riorganizzato con l'aiuto tedesco, mentre la flotta viene rimessa a nuovo con una mano britannica. Così attrezzato, nell'agosto 1914 l'Impero ottomano entra in guerra con la Germania. Non ne uscirà.

## Il resto del mondo islamico
Il mondo musulmano si andava espandendo. In Asia le comunità islamiche erano presenti in India, Indonesia, Filippine e altri possedimenti coloniali europei nel Pacifico. Scarse le presenze In Cina ed India, dove anche la penetrazione europea trovava difficoltà ad arrivare. 
In Africa presenze musulmane erano soprattutto nel centro del continente, anch'esso colonizzato dall'Europa. 
Il Medio Oriente era accerchiato dai possedimenti europei. La Russia sul Caucaso, l'Italia, la Grecia, l'Austria-Ungheria e gli stati balcanici si affacciavano sulla Tracia. La Francia, La Germania e la Gran Bretagna adocchiavano sempre più vistosamente le regioni islamiche del Nordafrica, mentre dal meridione del continente avanzavano verso il Mediterraneo. La Persia era smembrata in zone d'influenza russe e britanniche, e gli inglesi mettevano piede su suolo arabo. Anche l'Italia arrivava in Somalia, affacciandosi sull'Arabia.
In Africa esistono alcuni stati musulmani. Attorno al 1864 al-Hadi 'Omar fonda una teocrazia nel Sudan Occidentale. In breve subentra il protettorato francese (1897). I regni Ful vengono soggiogati tra il 1754 ed il 1816 da Othman Danfodio. Questi reami cadono prima del 1837 sotto dominazione del signore di Sokoto Mohammed Bello. Nel 1900 i francesi sbaragliano questa signoria e si appropriano della zona. Sempre nel 1900 anche lo staterello islamico del Bornu è francese. Nel primo decennio del 1900 il corso del Niger è in mano francese. Altri stati minori si alleano e sottomettono o alla Gran Bretagna o alla Germania, per sfuggire ai negrieri arabi.
Ma il Nord Africa non è immune a queste occupazioni europee. Nel 1830 la Francia sbarca in Algeria e nel 1881 in Tunisia, "sottraendola" alle ambizioni di conquista dell'Italia, che quindi si schiera con la Triplice Alleanza. Nel 1880 a Madrid si terrà una riunione con cui viene regolamentata l'amministrazione del Sultanato Alide del Marocco, il quale sarà conteso fra egemonia spagnola ed occupazione francese. Nel 1911, un poco in ritardo, l'Italia mette a segno il colpaccio impadronendosi della Libia. I bersaglieri entrano a Tripoli "bel suol d'amore", incontrando poca resistenza. La collezione di colonie italiane aumenta
L'Egitto, come abbiamo visto, tra 1882 e 1889 cade assieme al Sudan sotto egemonia britannica. Frattanto gli inglesi si stanziano anche a Cipro, ad Aden, in Kuwait e nel Bahrein, estendendo alla fine del XIX secolo la loro influenza sull'Arabia meridionale. L'Italia nel 1912 dichiara guerra all'impero ottomano e occupa il Dodecanneso con Rodi. La Grecia nel 1913 annette altre isole egee, mentre i giovani Stati balcanici attaccano l'impero ottomano. La Prima guerra balcanica (ottobre 1912) vede schierate Grecia, Bulgaria, Montenegro e Serbia contro la Sublime Porta, che in base alla Conferenza di Londra del maggio 1913 si vede costretta a cedere Adrianopoli e un bel pezzo di Tracia al di là della linea Enez-Midna (due paesi uno sul Mar Nero e l'altro sull'Egeo).
A questa punto, però, la Bulgaria vittoriosa credendosi onnipotente attacca la Serbia, ma Impero ottomano, Montenegro e Grecia intervengono in aiuto dei serbi, così che la Bulgaria viene sconfitta nella Seconda guerra balcanica (giugno 1913). Nell'agosto a Bucarest si firma la pace.

## Il crollo dell'Impero ottomano
La prima guerra mondiale per l'Impero ottomano è un disastro totale. L'esordio è il 2 agosto 1914, quando l'impero ottomano e la Germania si alleano. Il 3 agosto la Sublime Porta dichiara la neutralità armata. Ma, le navi tedesche "Goben" e "Breslau", di stanza nel Mar Nero, sotto proprietà turca, cannoneggiano le città costiere russe. Il 5 novembre 1914 Russia, Inghilterra e Francia dichiarano guerra all'impero ottomano.
L'Intesa programmò ben presto la spartizione dei possedimenti ottomani: con la Conferenza di Chantilly (6-8 dicembre 1915) viene decretato lo sgombero del Dardanelli ed un'offensiva sugli Stretti; il 16 maggio 1916 vengono siglati gli Accordi Sykes-Picot, dove gli Alleati si spartiscono le province ottomane in Mandati. Anche l'Italia è inclusa: entrata in guerra con l'Intesa il 24 maggio 1915, Roma il 20 aprile 1917 accetta la Convenzione di San Giovanni di Moriana con gli inglesi: all'Italia alcune regioni della Turchia asiatica. 
Frattanto nel novembre 1914 la Gran Bretagna si annette Cipro; il mese dopo l'Egitto. Il 25 aprile 1915 le forze alleate sbarcano a Gallipoli, sul Dardanelli. Saranno costrette a ritirarsi il 9 gennaio 1916.
Nel 1916 i turchi imbaldanziti assaltano il Canale di Suez, trovando resistenza inglese e dovendo retrocedere abbandonando la sponda orientale. Sul Caucaso i russi fanno una puntata (gennaio-aprile 1916) tra Armenia e Persia, e nell'agosto 1916 entrano in possesso dell'Armenia. 
L'avanzata britannica è arrestata a Qut el-Amarah a sud di Baghdad dai turchi, che costringono alla capitolazione le truppe di Sua Maestà Britannica. Baghdad cade comunque l'11 marzo 1917. Nel frattempo i francesi, sbarcati a Beirut, il 6 ottobre 1918 entrano a Damasco. Il fronte turco di Giaffa crolla. Il Gabinetto ottomano chiede l'Armistizio (14-15 ottobre 1918). 
Il 30 ottobre 1918 l'Impero ottomano firma con l'Intesa l'Armistizio di Mudros.
All'indomani della firma dell'Armistizio, una flotta alleata entra nel Bosforo. 
Nel frattempo, forze dell'Intesa entrano ad Istanbul, Antalya e Konya diventano italiane (1919), la Cilicia cade in mano francese (1919), e i curdi e gli armeni minacciano l'unità nazionale. In reazione a tutto ciò ecco che il generale Mustafà Kemal, già giovane turco, fonda il Movimento Nazionale Turco. Si tengono riunioni ad Erzurum e Sivas, dove si decide di creare un nuovo Stato turco con capitale Ankara. Il Parlamento di Istanbul accetta il Patto di Sivas, mentre le forze occupanti prendono duri provvedimenti contro i nazionalisti.

Nell'aprile 1920 Kemal si riunisce con i suoi collaboratori nella Grande Assemblea Nazionale ad Ankara. Il governo di Istanbul lo mette a morte.

Nell'agosto 1920 nel frattempo la burocrazia delle potenze vincitrici promulgava il Trattato di pace di Sevres. Il governo ed il Sultano Mohammed IV ratificarono, ma non il Parlamento di Ankara.

A Sevres furono sancite: l'internazionalizzazione degli Stretti; la cessione della Tracia orientale con Gallipoli, delle Isole egee tranne il Dodecaneso e Rodi, e di Smirne col retroterra alla Grecia; la cessione stabile del Dodecanneso e di Rodi all'Italia; l'affidamento mandatoriale della Cilicia e della Siria alla Francia, dell'Iraq e della Mesopotamia all'Inghilterra; L'Armenia stato sovrano; Egitto e Cipro britannici. L'esercito non deve superare i 50 000 uomini.
Nel frattempo il governo turco di Ankara inizia a liberare la Turchia. Nel 1929 viene siglata la Pace di Gumru: l'Armenia è divisa tra URSS e Turchia. Erevan, la vecchia capitale armena, è turca. Il trattato di Kars del 1921 stabilisce invece la divisione tra Azerbaigian, Georgia e Turchia. Nel 1925 viene firmato il patto di amicizia turco-sovietico.
Gli alleati dell'Intesa quindi inviano l'esercito greco a sbaragliare Kemal, ma dopo aver preso Bursa e Adrianopoli nel 1921 con le due battaglie di Inonu e del Sakariya i turchi sconfiggono i greci riprendendosi Smirne. Nell'ottobre 1922 viene firmato l'Armistizio di Mudanya. I greci lasciano Adrianopoli.

I francesi nel 1921 con il trattato di Ankara si ritirano. Mustafà Kemal, detto dal 1935 Kemal Atatürk ("padre dei turchi") può instaurare una Repubblica.

Il 1º novembre 1924 viene soppresso il Sultanato.

Nel 1923 la Pace di Losanna sancisce che la Turchia riprenda la Tracia orientale fino al fiume Marita, le isole di Ambro e Tenedo, Smirne (smilitarizzata) e l'Armenia occidentale, dove si stavano svolgendo violenze ai danni degli armeni cristiani. Gli stretti sono ancora smilitarizzati, anche se la Turchia viene esentata dalle riparazioni di guerra. Vengono abolite le capitolazioni (le capitolazioni sono concessioni degli stati meno abbienti nei confronti degli stati europei). Si attua uno scambio di minoranze: 1 350 000 greci si spostano dal Bosforo, da Smirne e da Trebisonda verso la Grecia, mentre 430 000 turchi da Salonicco arrivano in Turchia. Gli armeni emigrano in Occidente.

In politica estera Atatürk firma nel 1926 la Conferenza di Mosul, nel 1930 il patto d'amicizia con la Grecia e nel 1934 il Patto balcanico. Nel 1939 con l'aiuto inglese la Turchia nella Conferenza di Montroux riesce ad ottenere il diritto di fortificare gli stretti: i russi non ne sono contenti.

Nel 1937 il Patto di Saʿdabad con Iraq, Iran, Afghanistan porta all'intensificarsi dei rapporti con gli altri stati arabi e musulmani confinanti.

Nel 1939 la simpatia degli alleati fa ottenere al successore di Atatürk, İsmet İnönü, il Sangiaccato turco di Alessandretta, sotto Mandato francese.
In politica interna Mustafà Kemal Atatürk ha dato una sterzata decisa alla Turchia. 
Anzitutto, viene eliminato il diritto religioso islamico dall'amministrazione, dalla giustizia e dalla vita dello Stato (laicismo). 
Nel 1924, già soppresso il Sultanato, vengono spazzati via il califfato ed i tribunali religiosi islamici. Nel 1925 vengono soppresse le confraternite, la più famosa delle quali - volgarmente chiamata dei dervisci - è la Mevleviyye (Mawlawiyya).
Nel 1928 tutte le formule religiose vengono abolite nella Costituzione, già nel 1926 erano stati presi come Codici di diritto il Codice di Diritto penale italiano ed il Codice di diritto civile svizzero. 
Viene dapprima introdotto l'uso dell'alfabeto latino, poi viene vietato l'uso dei caratteri arabi. L'anno dopo viene abrogato l'insegnamento dell'arabo e del persiano nelle scuole superiori. Si vanno fondando nuove scuole medie ed elementari, e nel 1936 nasce l'Università di Ankara.
Nel 1934 viene istituito l'obbligo del cognome e dell'abbigliamento occidentale. Viene istituito il suffragio universale maschile e femminile, anche se c'è un solo partito, quello di Atatürk ed ogni opposizione è repressa.
Dopo Atatürk, la Turchia si democratizza più intensamente, con il pluripartitismo. Le potenze occidentali guardano con simpatia alla Turchia, che, se nel 1941 firma un trattato di non aggressione con la Germania, nel 1944 sospende le esportazioni di cromo verso la medesima nazione, cui nel 1945 dichiara guerra. Così la Turchia può entrare a pieno titolo a far parte delle Nazioni Unite.